# Noblesse roumaine

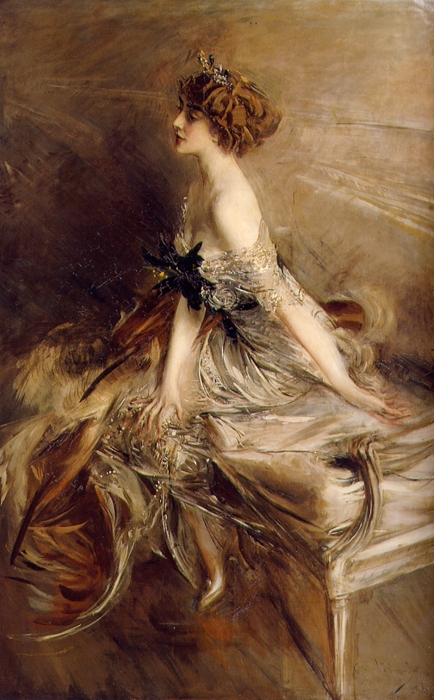
Marta, princesse Bibescu
(1886-1973)

Les expressions noblesse roumaine ou aristocratie roumaine (en roumain: nobilimea română ou aristocrația română) désignent l'ensemble des personnes faisant partie des classes privilégiées, détentrices de la terre et de franchises spécifiques appelées jus valachicum, initialement d'origine roumaine et de confession orthodoxe, ayant gouverné les « valachies » (nom commun des communautés rurales autonomes appelées « Romanies populaires » dans l'histoire de la Roumanie) essentiellement dans les trois principautés où vivaient les roumanophones, à savoir la Transylvanie (1111-1867), la Valachie (nom propre, 1330-1859) et la Moldavie (1359-1859).
La noblesse roumaine ne ressemble pas aux noblesses occidentales. D'une part, il ne s'agissait initialement pas d'une noblesse titrée car les nobles roumains n'avaient en général pas de ducs, de marquis, de comtes ni de barons, si l'on excepte quelques familles qui ont reçu, au fil de l’histoire, des titres des monarques étrangers (l’empereur du Saint-Empire, le roi de Pologne, le tsar de Russie) ainsi que la branche roumaine des Hohenzollern-Sigmaringen importée d’Allemagne en 1866.
D'autre part, ses limites étaient « poreuses » tant sur le plan social (les mariages avec des roturiers étant admis) que sur le plan national (une partie de la noblesse roumaine est devenue russe, et en Transylvanie qui était vassale du royaume catholique de Hongrie, la noblesse roumaine a quasi-disparu comme telle, en s'intégrant dans la noblesse hongroise par conversion au catholicisme et passage à la langue magyare, comme en témoignent les origines du prince transylvain Jean Huniade ou du baron Nopcsa ; inversement en Moldavie et Valachie la noblesse roumaine a augmenté en intégrant de nombreux nobles grecs, voire tatars comme les ancêtres du prince Dimitrie Cantemir).

## Histoire

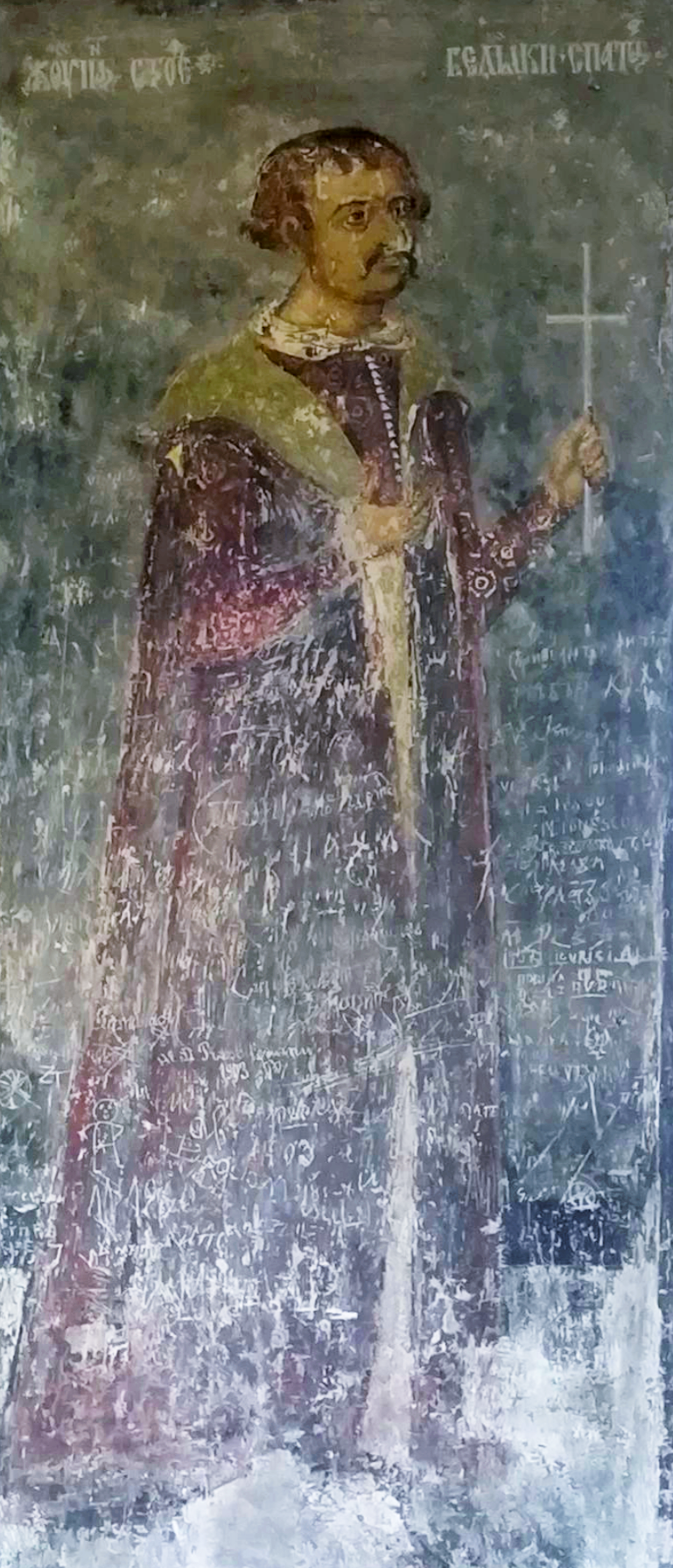
Portrait du bienfaiteur, le joupan Stroe, Grand spathaire de Valachie (fresque à l'hôpital du monastère de Cozia, 1540).

La noblesse roumaine a de multiples origines, locales mais aussi byzantines, slaves, coumanes et bulgares, comme en témoignant les patronymes, les généalogies et les mythes du folklore roumain, dont certains éléments proviennent de la mythologie slave ou tengriste.

### Époque voïvodale
Les nobles roumains (en roumain nobilii români) étaient globalement désignés comme « boyards » (en roumain : boieri) ; à partir du XVIIe siècle s'y adjoignirent de nombreuses dynasties d'origine grecque, albanaise ou autre, indistinctement qualifiées de phanariotes parce que beaucoup étaient originaires du Phanar, un quartier chrétien de Constantinople.
Au début de l'existence des principautés valaque et moldave (du XIVe siècle au XVIe siècle) seul le domnitor (mot d'origine latine signifiant « dominateur » dans le sens de « prince régnant ») créait, adoubait et pourvoyait en terres les boyards, parmi les roturiers méritants proposés par le Sfat domnesc (« conseil princier » de la Principauté) et la plupart du temps parmi les titulaires des offices ; tous étaient révocables. Ce prince régnant portait alors le titre de Voïvode (d'un mot slave signifiant « chef de guerre ») et c'est pourquoi l'historiographie roumaine parle d'« époque voïvodale » (epoca voievodală). Beaucoup de titulaires d'offices sont intégrés à la noblesse d'épée (boieri vechi : « anciens boyards »). Plus tard (à partir du XVIIe siècle) les hospodars mettent les offices civils aux enchères et anoblissent les acheteurs, créant ainsi une noblesse de robe (boieri noi : « nouveaux boyards »). Les titulaires d'un office, s'ils n'avaient pas eux-mêmes les compétences requises, pouvaient déléguer le travail à des adjoints (custozi) qui pouvaient, eux aussi, être éventuellement anoblis.
Le souverain des principautés roumaines, états orthodoxes où la monarchie était élective, n'était pas oint et « sacré » comme les souverains catholiques héréditaires d'Occident et, étant choisi par des hommes, ses pairs, ne régnait pas à vie « au nom et par la volonté » de Dieu, mais, comme les empereurs byzantins, était aspergé et « béni » par le Métropolite de sa Principauté pour la gouverner sur une période limitée (de deux ans en moyenne, à de rares exceptions près) en tant que « servant / esclave » de Dieu (« ϱѡбȣ лȣ Дȣмнєѕєȣ »).

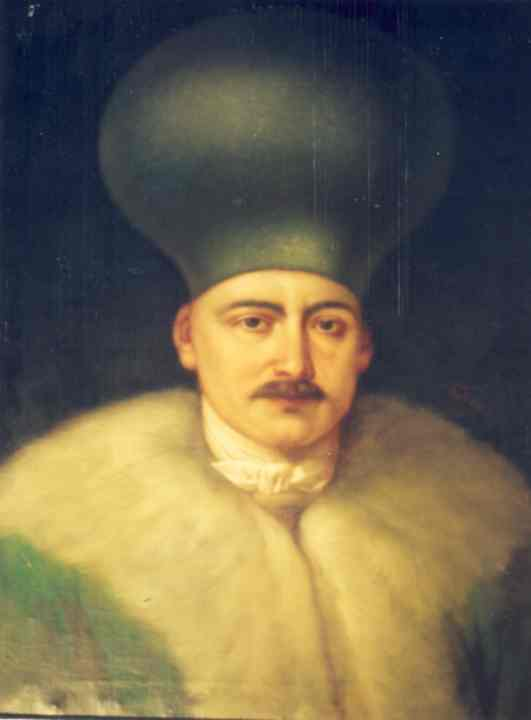
Le Mare Vornic (président du Conseil princier) de Valachie, Șerban Grădișteanu, coiffé de la toque nobiliaire (potcapul boieresc) en feutre, par Gheorghe Tătărescu.

Bien qu'il n'y ait pas eu de titres à proprement parler, la noblesse roumaine était très puissante, car dans les trois principautés, c'est elle qui élisait les souverains, le plus souvent en son sein (voir liste des souverains de Moldavie, liste des souverains de Transylvanie et liste des souverains de Valachie). Les nobles roumains possédaient d'énormes domaines et jouaient un rôle majeur dans le choix des alliances formées par les principautés. Les familles moins aisées et moins prestigieuses servaient dans les armées ou à la cour ; ils avaient de plus petites domaines. Au cours des siècles, plusieurs rangs de boyards se sont progressivement différenciés : seules les familles ayant obtenu des fonctions à la cour étaient considérées comme des « grands boyards » (roumain : boieri mari). Les autres étaient des petits boyards (boieri mici) voire des boyards pauvres (boieri legați cu tei, littéralement « boyards aux ceintures en écorce de tilleul »). Cette différenciation entre nobles roumains avait des causes généalogiques (accumulation ou au contraire morcellement des domaines au fil des générations), politiques (les perdants de tel ou tel groupe ou complot se voyaient confisquer leurs biens) ou religieuses (des boyards sans descendance léguaient leurs terres aux monastères, qui finirent au début du XIXe siècle par détenir autant de surface que la noblesse).
Les familles nobles, selon leurs rangs, étaient les principales détentrices des offices, et avaient le monopole des trônes princiers de Transylvanie, Moldavie et Valachie,,.

#### Titres transylvains et offices moldo-valaques
En Transylvanie, l'alignement des rangs sur la noblesse catholique (et ultérieurement aussi protestante) d'Europe centrale a progressivement « titularisé » la noblesse locale à mesure qu'elle s'intégrait dans la noblesse hongroise : 
- Prince (hongrois fejedelem, roumain ancien crai, roumain moderne  principe) : rang le plus élevé des nobles transylvains, il était élu par la diète transylvaine le plus souvent parmi ses membres, et était adoubé par le monarque hongrois (jusqu'en 1526), puis par le sultan turc (jusqu'en 1699), et pour finir par l'empereur autrichien (jusqu'en 1711) :
- Comte (hongrois et roumain ancien : gróf ; roumain moderne conte) : ce titre est surtout octroyé et utilisé sous la domination des Habsbourg ;
- Baron (hongrois : báró, roumain ancien : jupân, roumain moderne baron) : détenu par les propriétaires de baronnies, il pouvait aussi être simplement honorifique ;
- Chevalier (hongrois : köznemesség, roumain ancien : moșnean, roumain moderne cavaler) : ce titre pouvait être octroyé à des combattants, des garde-frontières, des pandoures ayant montré de la bravoure, des fonctionnaires méritants de l'État.

Dans les principautés orthodoxes de Moldavie et Valachie, les offices ont évolué avec le temps et étaient principalement les suivants (par ordre alphabétique), :
- Aprod : huissier, page, écuyer ;
- Ban : gouverneur régional, chef de plusieurs juzi et pârcălabi ;
- Mare-Ban : premier ministre de la principauté, chef de tous les bani, juzi et pârcălabi ;
- Cămărar : chambellan, chef des serviteurs de la cour et du souverain, ou encore du métropolite ;
- Clucer : ambassadeur ;
- Jude : gouverneur (préfet) et chef des sénéchaux (logofeți) d'un județ (comté) ;
- Logofăt : haut officier, membre du sfat domnesc (« conseil princier »), mais aussi greffier ou sénéchal d'un jude ou d'un vornic ;
- Mare-Logofăt : chancelier de la cour ;
- Măscărici : bouffon de la cour, seul autorisé à brocarder, dans certaines limites, le pouvoir et l'église, mais n’ayant aucun espoir d'être anobli ;
- Paharnic : échanson (valet particulier et goûteur du souverain) ;
- Pârcălab : gouverneur d'une forteresse, bourgmestre d'une ville ;
- Postelnic : ministre des Affaires étrangères, chef des clucères ;
- Spătar : haut fonctionnaire à la cour royale, chef de l'armée et de la police
- Mare-Spătar : connétable, ministre des Armées ou consul ;
- Stolnic : sénéchal, responsable des unités de mesure, des machines et des horloges de la Principauté ;
- Mare-Stolnic : ministre de l'Économie et du Commerce, responsable aussi de la table princière, des chefs cuisiniers, des pêcheurs, des meuniers, des chasseurs et des jardiniers ;
- Vistiernic : collecteur d'impôts ;
- Mare-Vistiernic : grand-argentier (ministre des Finances) ;
- Vornic : maire d'un village : il a des pouvoirs judiciaires ;
- Mare-Vornic : premier gentilhomme du sfat domnesc avec la tâche d'arbitre et de juge de la cour princière : maire du palais princier, il veille sur la cour et la bonne conduite des affaires intérieures du pays.

#### Principauté de Transylvanie

Principauté de Transylvanie

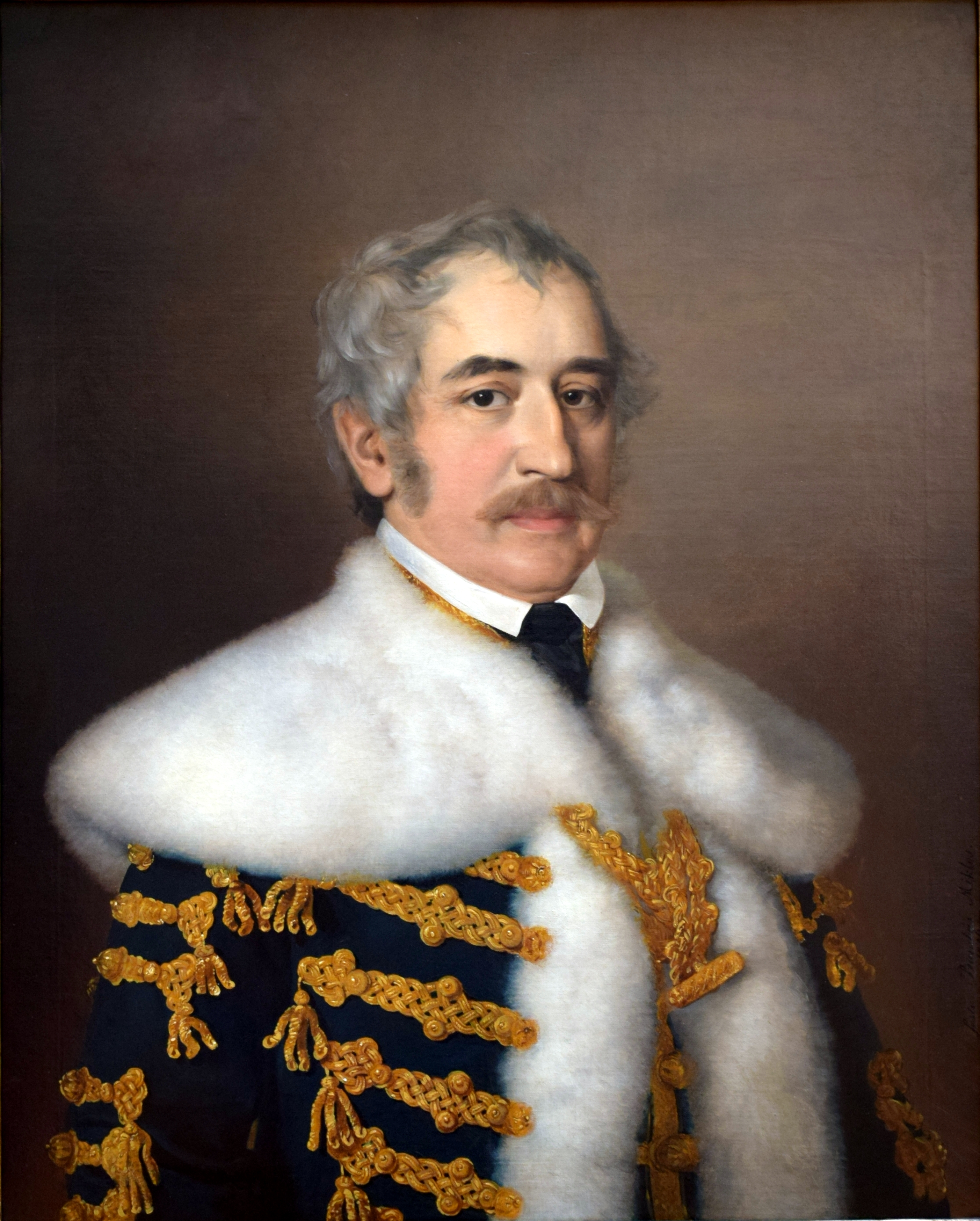
Comte József Teleki de Szék (1790-1855), gouverneur de Transylvanie, par Miklós Barabás.

En Transylvanie (roumain : principatul Transilvaniei ou voievodatul Ardealului ; hongrois : Erdély fejedelemség ou Erdély vajdaság ; allemand Fürstentum Siebenbürgen), la souveraineté était exercée par un prince transylvain (roumain : principele ardelean ou voievodul ardelean ; hongrois : Erdélyi fejedelem ou Erdélyi vajda ; allemand Fürst von Siebenbürgen), vassal successivement du royaume de Hongrie jusqu'en 1526, de l'Empire ottoman jusqu'en 1699 et des Habsbourg jusqu'en 1711 ; après cette date, la Principauté devient une composante de l'empire d'Autriche puis disparaît en 1867 au sein du royaume magyar lors de la création de la « double-monarchie » austro-hongroise. Mais à ce moment, il ne restait en Transylvanie que très peu de boyards ou de joupans roumains orthodoxes car la plupart s'étaient exilés en Moldavie et Valachie ou bien s'étaient intégrés à la noblesse hongroise en se soumettant à l'édit de 1366 du roi Louis Ier de Hongrie c'est-à-dire en devenant catholiques ou ultérieurement protestants grâce à l'édit transylvain de tolérance de 1568,,.
Le prince de Transylvanie était élu par la diète transylvaine (où étaient représentés les nobles hongrois, les sièges saxons et sicules, et les délégués des villes libres) puis accepté par le roi de Hongrie (jusqu'en 1626), par la Sublime Porte comme vassal du sultan de l'Empire ottoman à Constantinople et, après 1699, sous la domination des Habsbourg et jusqu'en 1711, par l'empereur du Saint-Empire. Après 1711, il n'y eut plus de prince transylvain car les Habsbourg nommèrent eux-mêmes des gouverneurs (le dernier, Louis Folliot de Crenneville, descendait d'un émigré français).
La noblesse transylvaine faisait partie des classes privilégiées de l'empire d'Autriche puis, après 1867, du royaume magyar austro-hongrois. Le système de la noblesse autrichienne et de la noblesse hongroise est très proche de celui qui eut cours en Allemagne. Tout noble vivant dans un territoire soumis à l'autorité des Habsbourg et ayant prêté allégeance à l'Empereur et à la dynastie était intégré à la noblesse autrichienne : ce fut le cas de la grande majorité des nobles de Bohême, de Hongrie, de Galicie, de Croatie-Dalmatie et de Transylvanie. Les différences d'origine au sein de l'Empire austro-hongrois s'estompent : tous les nobles sont alors devenus allemands ou hongrois. Tout noble transylvain était dès lors un noble hongrois, et à ce titre faisait également partie de plein droit de la noblesse autrichienne.

#### Principauté de Valachie

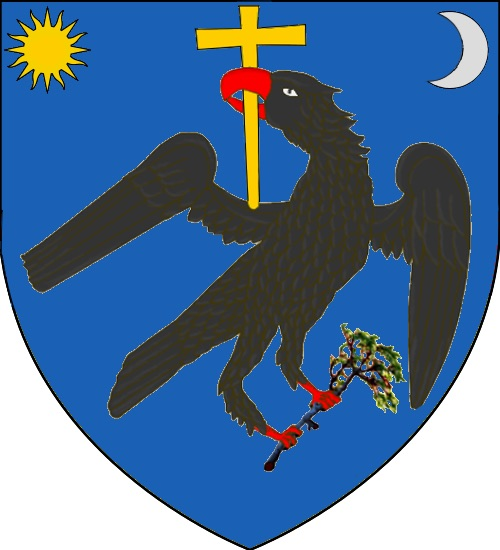
Principauté de Valachie

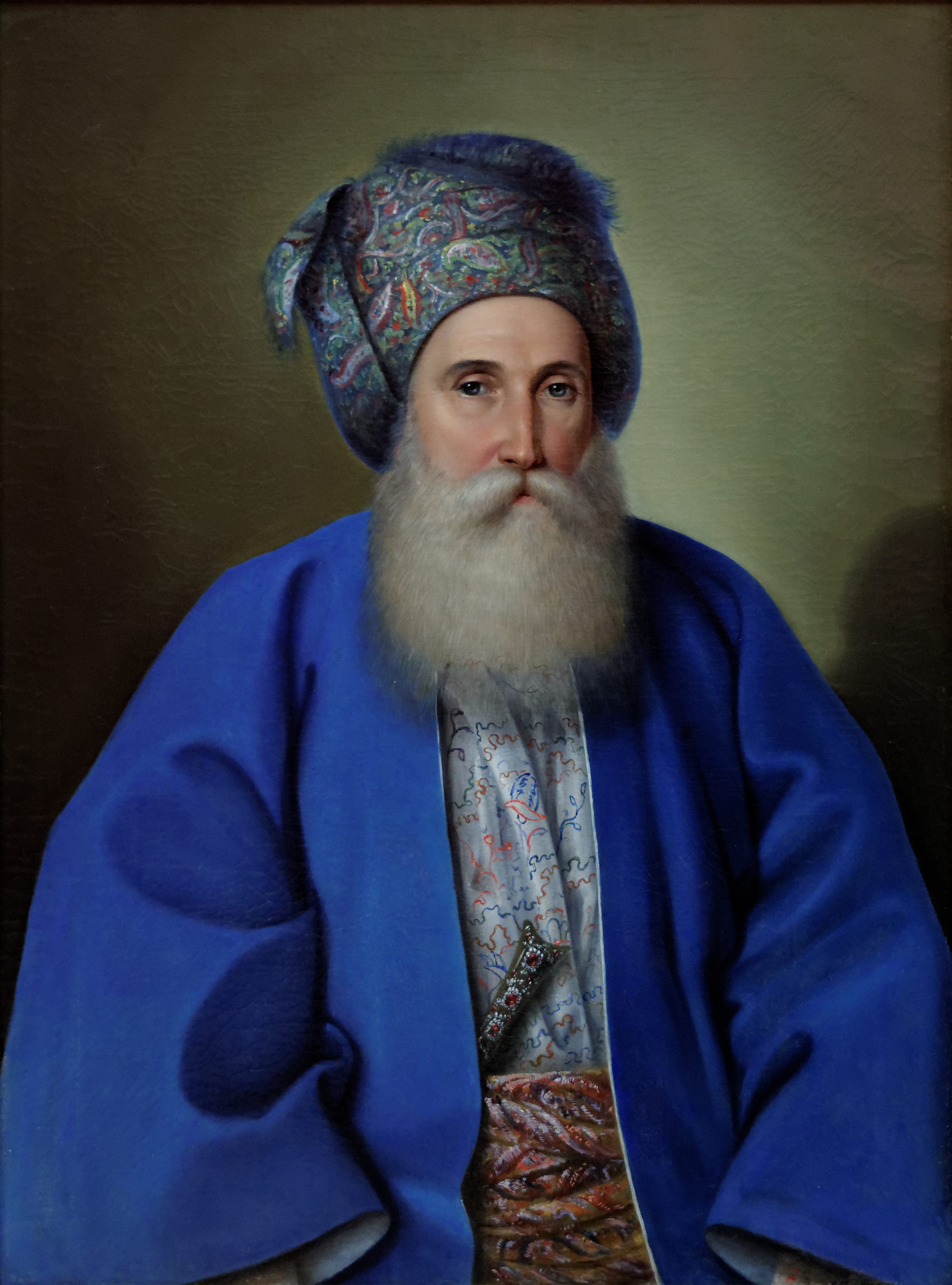
Grigore Brâncoveanu, grand ban d'Olténie.

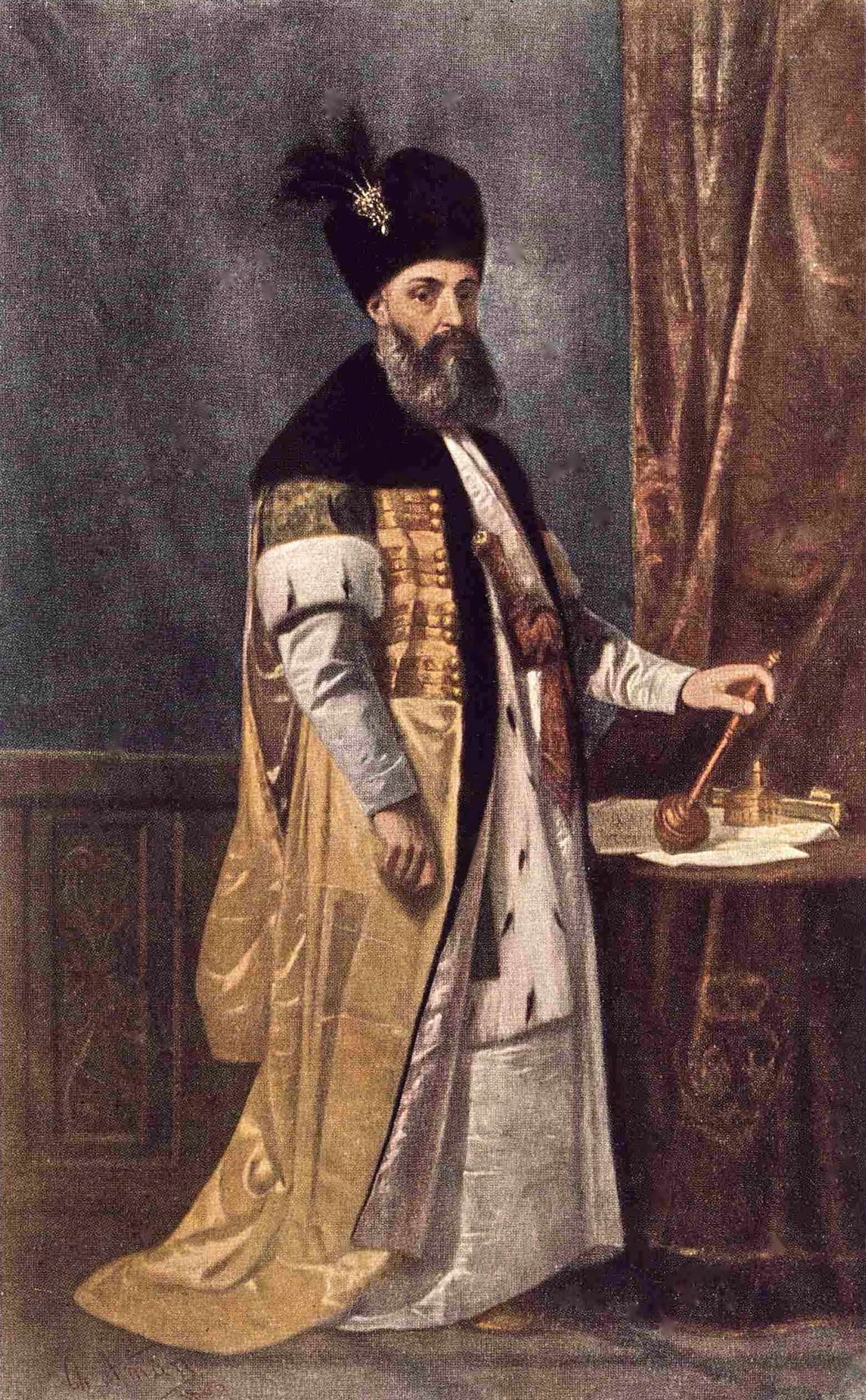
Le domnitor Grigore II Ghica, hospodar de Valachie.

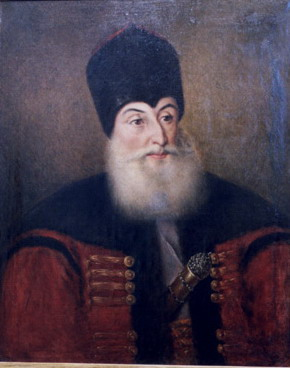
Le domnitor phanariote Alexandru Șuțu coiffé de la tiare caractéristique de hospodar de Moldavie (potcapul domnesc).

En Valachie (en roumain : principatul Țării Românești), la souveraineté fut exercée de 1330 à 1859 par un prince valaque (roumain : Domnul Țării Românești, en français voïvode ou hospodar de Valachie) tributaire de l'Empire ottoman depuis 1394. En 1859 elle s'unit à la Moldavie pour devenir la principauté de Roumanie. Après avoir été élu par le sfat domnesc (« conseil princier ») le souverain de Valachie était confirmé par la Sublime Porte, sur ordre du sultan de l'Empire ottoman à Constantinople. Les mœurs et les usages de la noblesse valaque différaient de ceux du peuple. La noblesse valaque était fort nombreuse et se divisait en trois classes assez distinctes, mais aussi fort « poreuses » entre elles au fil des alliances et des aléas de fortune économique ou politique : la « première classe » (rândul crăiesc, littéralement « rang princier ») comptait les familles souveraines, qui avaient régné sur le trône de la principauté (successivement à Curtea de Argeș au XIVe siècle, à Târgoviște au XVe siècle et à Bucarest depuis le XVIIe siècle) ; la « seconde classe » (rândul curtean, littéralement « rang courtisan ») qui, sans avoir régné, occupait néanmoins de hauts rangs et charges, possédait de grands domaines latifundiaires et de grandes richesses, était non seulement exempte de toute contribution mais pouvait en percevoir, et comptait en outre les nouveaux nobles adoubés par les princes ; et la « troisième classe » (rândul moșnean, littéralement « rang terrien »), de loin la plus nombreuse, qui se composait de familles ayant quelques terres, offices et privilèges, qui les exemptaient de certaines taxes ou impôts,.
Il faut aussi ranger dans ces classes un grand nombre de procureurs, notaires, clercs, secrétaires et intendants des grandes maisons nobles, dont beaucoup se virent attribuer terres et avantages, finissant par être anoblis. Leurs revenus provenaient principalement de leurs terres, qu'ils affermaient, ainsi que dans les taxes et impôts que leur payait le peuple, qui étaient fixés par le Sfat domnesc et répartis par le prince régnant. Ils percevaient également le revenu de leurs charges dans le gouvernement ou dans la principauté : ces sommes pouvaient être considérables puisqu'elles pouvaient rapporter jusqu'à 150 000 francs-or (490 500 euros) par an. La plupart de ces charges étaient en même temps civiles et militaires mais elles n'étaient ni accordées à vie, ni héréditaires : les boyards en sortant de charge, n'en conservaient et transmettaient que le titre, jusqu'à ce qu'ils officient une plus grande dignité. Les différents titres des boyards datent, pour la plupart, du règne de Rodolphe le Grand, qui d'après le conseil du patriarche Niphon de Constantinople, organisa les charges et offices valaques sur le modèle de ceux de l'Empire romain d'Orient.
Les privilèges de la noblesse en général étaient très étendus jusqu'au milieu du XVIIIe siècle, lorsqu'ils commencèrent à être réglementés par la promulgation en 1741 d'une constitution (Marele Hrisov) sous le règne du hospodar Constantin Mavrocordato, l'abolition en 1746 du servage et, en 1780, l'adoption de la Pravilniceasca Condică, code juridique rédigé par le hospodar Alexandre Ypsilantis (ancêtre d’un autre Alexandre Ypsilántis célèbre en 1821) qui instaure ainsi la notion de citoyenneté. Jusqu'à ces réformes, les nobles valaques jouissaient du droit exclusif d'occuper toutes les places d'honneur et d'exercer tous les emplois publics. Comme ils étaient exempts de toute contribution à l'exception du service militaire (dans les călărași : la cavalerie), la masse des frais du gouvernement tombait sur les paysans libres et sur les serfs. Les boyards avaient droit de juridiction sur leurs terres, pouvaient enrôler des hommes d'armes à leur service, étaient maîtres de leurs serfs, et de leurs biens quand ceux-ci n'avaient pas d'héritiers. Avant le XVIIIe siècle, seuls les nobles avaient voix délibérative dans toutes les assemblées de la nation, dont ils formaient le noyau. Les voix des boyards élisaient les princes souverains de Valachie, et la Sublime Porte confirma presque toujours le prince qu'ils avaient élu.
À ce propos, jusqu'à l'époque phanariote (XVIIIe siècle), la relation de la noblesse roumaine avec l'Empire ottoman n'était pas, comme cela est souvent affirmé, une vassalité, mais un statut de tributaire, car ils n'étaient pas astreints à fournir au sultan ottoman des troupes, ni à le seconder dans ses guerres (cela était décidé par le sfat domnesc), mais à lui fournir des marchandises et des denrées, et à lui verser un tribut annuel (à partir de 1461 pour la Valachie ; 1455–1457 et à partir de 1538 pour la Moldavie). Par conséquent, les principautés roumaines, chrétiennes orthodoxes, n'étaient pas, comme le montrent par erreur beaucoup de cartes historiques, des provinces turques ni des pays musulmans. Contrairement aux pays chrétiens des Balkans conquis par les Ottomans, elles conservèrent leurs propres lois, leur noblesse, leurs armées et leur autonomie politique (au point que les nobles roumains se dressèrent plus d'une fois contre le sultan ottoman). Moyennant le versement de ces richesses et du tribut, les Ottomans renoncèrent à transformer les principautés roumaines en provinces turques et les situèrent dans le Dar al-ahd (« maison du pacte », en arabe : دار العهد) qui définit de jure leur statut d'États autonomes tributaires, sauf lorsque les nobles roumains en décidaient autrement, se plaçant alors, pour la durée du conflit, dans le Dar al-harb (le « domaine de la guerre », arabe : دار الحرب).
Outre le tribut, l'acceptation par la « Sublime Porte » du souverain élu par la noblesse roumaine, coûtait aussi de substantiels bakchiches, de sorte qu'à la fin du XVIIe siècle, l'élection du prince se joua de moins en moins auprès du Sfat domnesc de Bucarest et de Jassy (capitales des deux principautés dites « danubiennes ») et de plus en plus à Constantinople parmi les « phanariotes » et auprès des Ottomans ; elle devînt aussi de plus en plus coûteuse. Au début du XVIIIe siècle (et jusqu'en 1829), les « phanariotes » supplantent les boyards roumains et seront très nombreux à régner sur les deux principautés ; les deux "aristocraties" s'entremêlent, les phanariotes se roumanisent, les boyards valaques et moldaves s'hellénisent ; parallèlement, les principautés conservent leurs armées et le droit de battre pavillon, mais perdent leur personnalité politique internationale et n'ont plus de corps diplomatique propre : leurs ressortissants voyagent à l'étranger en tant que sujets du « Grand Turc »,.
Possédant d'immenses richesses, les grandes familles nobles moldo-valaques déployaient leur magnificence à travers leurs palais (conac à la campagne et palat dans la capitale), leurs chevaux, leurs équipages, leurs navires (bolozanele, corăbiile) commerçant le long du Danube et dans les eaux ottomanes, leur domesticité, leurs luxueux vêtements et joyaux, en finançant des écoles, des hôpitaux, des constructions ou restaurations de ponts, d'églises ou de monastères, et en donnant régulièrement des concerts populaires ou classiques, des spectacles et de fastueux repas publics (cinstirea) au titre de la charité (dărnicia). L'habillement annuel d'un boyard ou autre noble de Valachie, d'inspiration byzantine, coûtait, sans aucun bijou, entre 3.000 et 4.000 francs-or (de 9.810 à 13.080 euros de 2019). Leur couvre-chef était, au sfat domnesc, une toque spécifique en feutre à peu près demi-sphérique, et qui avait au moins cinq pieds de circonférence (potcapul boieresc) ; dans les grandes cérémonies et en hiver, ils portaient des căciuli de pelleterie, le plus souvent en peau de bièvre ou de martre zibeline, ayant la forme d'un cylindre dont le dessus est recouvert d'une étoffe de couleur rouge pour les boyards, bleue, verte ou blanche pour les princes qui ont seuls le droit de la porter, ainsi que, parfois, le turban ottoman. Les boyards portaient sous leur bonnet une calotte rouge, qu'ils n'ôtaient jamais en public, et qui cachait une chevelure courte ou même rasée, pour éviter les poux. La parure des dames nobles valaques ne le cèdait en rien à celle de leurs époux : elles étaient ordinairement vêtues d'une robe blanche garnie dans le bas d'une large broderie. Les dentelles de la chemisette, qui cachaient leur gorge, ressortaient très bien sur leur beau châle ou sur l'élégante petite pelisse qu'elles portaient en hiver.

#### Principauté de Moldavie

Principauté de Moldavie

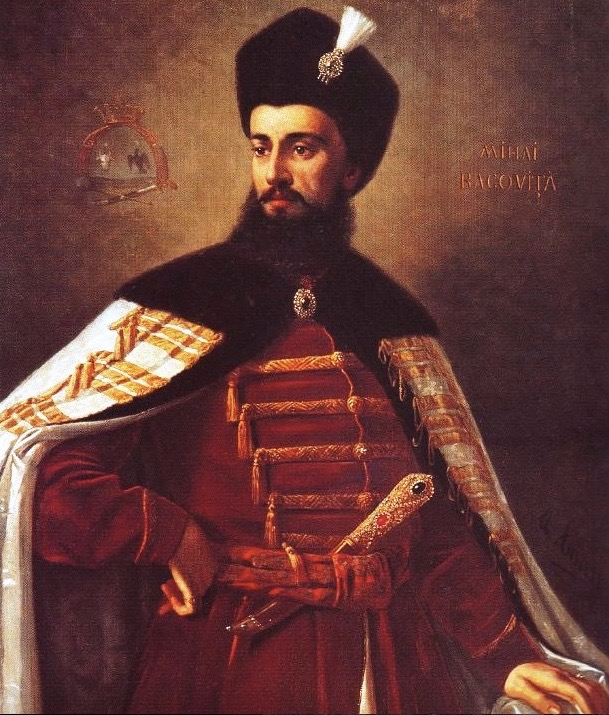
Le domnitor Mihai Racoviță, hospodar de Moldavie (1660-1744).

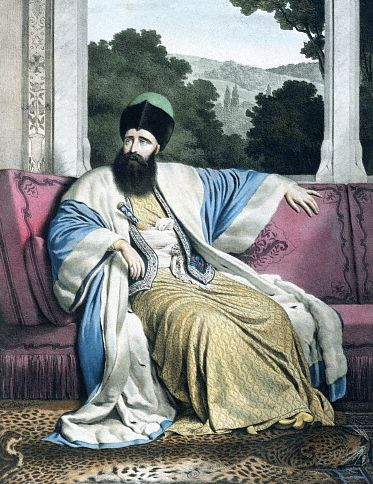
Le domnitor Mihail II Șuțu, hospodar de Moldavie au début du XIXe siècle, un phanariote qui soutînt discrètement l'« Hétairie » révolutionnaire grecque en 1821.

En Moldavie (en roumain : principatul Moldovei), la souveraineté était exercée par un prince moldave (roumain : Domnul Moldovei, en français voïvode ou hospodar de Moldavie). La Principauté, tributaire de l'Empire ottoman depuis 1538, perd en 1775 la Bucovine au profit de l'empire des Habsbourg, et en 1812 sa moitié orientale au profit de l'Empire russe qui en fait son gouvernement de Bessarabie. En 1859, la moitié occidentale restante s'unit à la Valachie pour devenir la principauté de Roumanie. Une fois élu par le sfat domnesc (« conseil princier ») le prince de Moldavie était accepté par la Sublime Porte, sur ordre du sultan de l'Empire ottoman à Constantinople, tout comme son homologue de Valachie. Le prince pouvait parfois être le même qu'en Valachie, le plus souvent successivement, mais parfois simultanément. Le système nobiliaire de la principauté de Moldavie était quasi identique à celui de la principauté de Valachie. Néanmoins, dans cette principauté du nord et bien plus qu'en Valachie, les rivalités entre les grandes familles indigènes moldaves ou phanariotes, ont eu des effets négatifs sur l'histoire du pays, car chaque parti de boyards s'appuyait sur l'une ou l'autre des puissances voisines, générant ainsi d'incessantes guerres moldo-ottomanes, moldo-tatares ou turco-polonaises sur le territoire de la Moldavie.
Après que la principauté de Moldavie soit passée de l'influence polonaise à l'influence turque, les phanariotes purent s'immiscer dans les affaires moldaves en s'adjugeant d'immenses domaines pour eux et leur parentèle, au détriment des boyards moldaves dépossédés pour être restés fidèles à la Pologne ou bien à la Russie, comme la famille Movilă (dont le métropolite Pierre Movilă). À ce propos, la principauté de Moldavie a été, à deux reprises dans son histoire (1387–1455 et 1597–1623), vassale et alliée de la Pologne mais cela ne signifie pas, comme l'affirment par erreur certains auteurs () qu'elle soit devenue une province polonaise ou un fief de la couronne de Pologne, ni que la noblesse moldave fut devenue polonaise, car pour cela, il eût fallu qu'elle devienne catholique. Ces erreurs sont dues d'une part à la confusion sémantique chez certains historiens modernes, entre voïvodie (province, en polonais) et voïvode (prince régnant, en roumain), ou encore entre suzeraineté et souveraineté, et d'autre part à la rétroprojection nationaliste de l'histoire.
Les phanariotes naturalisés ou nés en Moldavie finirent par former presque à eux seuls la première classe de la noblesse : devenus majoritaires au sfat domnesc, ils votèrent une loi réservant la qualité de noble uniquement aux familles de boyards pouvant justifier d'avoir occupé des offices princiers depuis au moins quatre-vingts ans. Cela en exclut une partie de la petite noblesse autochtone et comme les phanariotes, pour leur part, étaient tous parents de princes, ils furent tous considérés comme des princes. Leur qualité princière en Moldavie ne leur fit pas oublier leurs racines culturelles byzantines et helléniques : ils participèrent aux renaissances culturelles grecque et roumaine, soutinrent en sous-main la société secrète révolutionnaire dite « Hétairie » ou « Société des Amis » et la guerre d'indépendance grecque.

### Époque moderne

#### Début du déclin politique de la noblesse roumaine

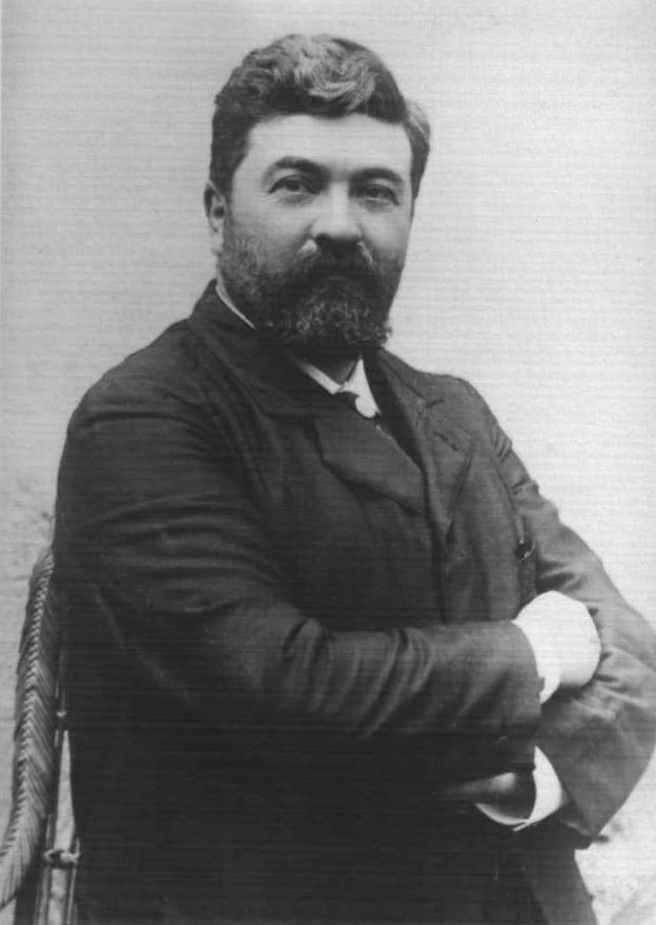
Jean Cantacuzène, le « Pasteur roumain » (1863-1934).

À partir du XVIIe siècle mais surtout après le traité de Koutchouk-Kaïnardji de 1774, un grand nombre de familles grecques de Constantinople, les phanariotes, ont été intégrées à la noblesse roumaine, au point de marginaliser l'ancienne classe de boyards autochtones, notamment en Moldavie. Des révolutions anti-aristocratiques secouent les trois principautés et, après chacune, des réformes réduisent progressivement les privilèges de la noblesse : révolution transylvaine de 1784, révolution moldo-valaque de 1821 et révolution roumaine de 1848. Au milieu du XIXe siècle, la renaissance culturelle roumaine (à laquelle une partie de la noblesse roumaine a pris part), remet en question la domination économique, politique et culturelle des boyards et des monastères, à mesure qu'émergent une classe intellectuelle et une classe moyenne roumaines en Valachie et Moldavie qui s'unissent en 1859 pour former la Roumanie, qui reste nominalement tributaire de l’Empire ottoman jusqu’en 1877.
En 1858 le boyard et prince de Moldavie et Valachie Alexandre Jean Cuza abolit les rangs et les dernières exemptions de taxes de la noblesse roumaine, et sécularise les immenses domaines des monastères, partagés entre les paysans des villages concernés, qui forment ainsi une classe de petits propriétaires libres. Toutefois, la noblesse roumaine conserve pour un temps l'essentiel de sa fortune, qui ne commence à être remise en cause qu'à la suite de la jacquerie paysanne roumaine de 1907.
Au XIXe siècle et au début du XXe siècle, la noblesse est confrontée à la modernité : ces vieilles familles de propriétaires terriens, les plus riches et cultivées du pays, ayant financé des églises, des hôpitaux et des écoles, y ont apporté la culture française et les idées des « Lumières » qui ont ensemencé la renaissance culturelle roumaine, mais elles en sont aussi les perdantes, car l'occidentalisation des institutions et les réformes, notamment agraires, qui suivent la jacquerie paysanne roumaine de 1907 et la Première Guerre mondiale les privent de la majeure partie de leurs fortunes et des sources de leur puissance. Elles gardent cependant un prestige culturel et éthique, car jusqu'au régime communiste, la société roumaine suit un code de valeurs puisant à la fois dans la courtoisie des anciens boyards et dans les valeurs des pays occidentaux, notamment la France qui était alors le modèle et l'alliée de la Roumanie.
Paul Morand, dans son livre Bucarest, décrit la vie, dans les années 1923-1940, des boyards et princes ayant perdu leur opulence et devant apprendre à travailler, à se lancer dans l'économie de marché, à s'intégrer à la société moderne, avec une préférence pour la haute bourgeoisie, particulièrement pour la bourgeoisie intellectuelle (professeurs, scientifiques, médecins, officiers, avocats, écrivains, artistes).

#### Régime communiste et post-communisme

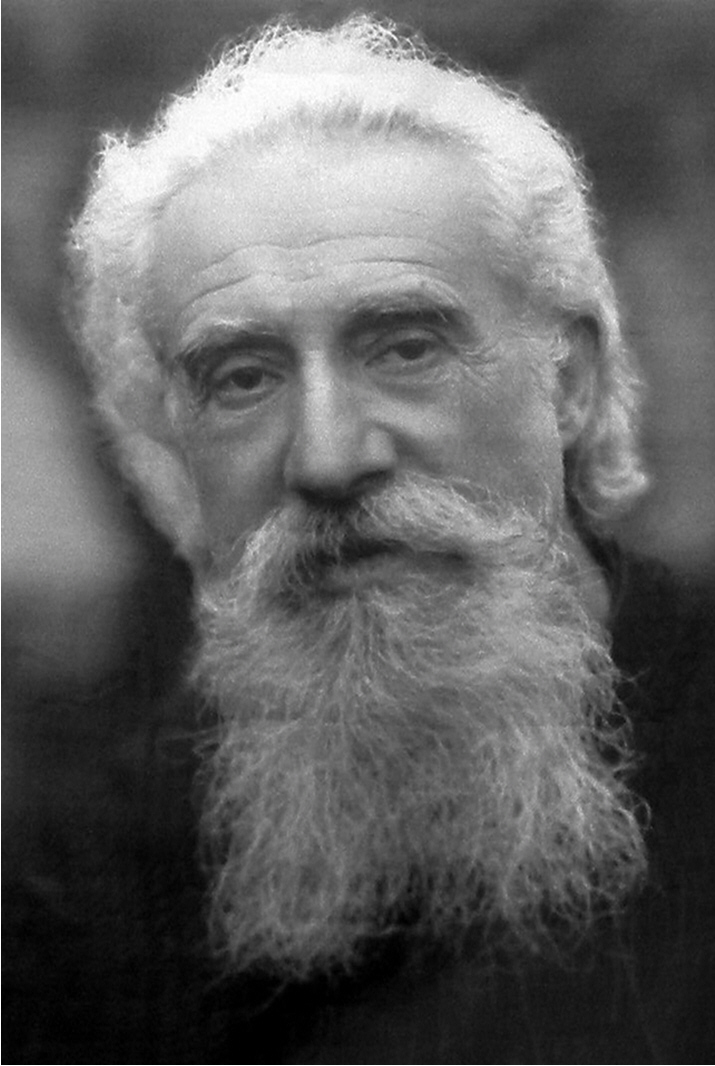
Le prince phanariote Vlad Ghica, prêtre catholique, diplomate du Saint-Siège et fondateur d'hospices, adversaire du fascisme et du communisme, arrêté en 1952 à près de 80 ans par la Securitate pour « espionnage » (il avait adressé à Rome des rapports sur les persécutions subies par l'église catholique) et mort sous la torture deux ans plus tard dans la prison de Jilava.

Après la Seconde Guerre mondiale et l'abdication forcée du roi Michel Ier de Roumanie, le 30 décembre 1947, le régime communiste place les anciennes élites roumaines, qu'il considère comme « des exploiteurs, des parasites, des ennemis du peuple » dans la « case prison » : presque tous connaissent le système carcéral et concentrationnaire du nouveau régime, les pénitenciers fameux pour leurs tortures et leur mortalité de Gherla, Jilava, Pitești ou Sighet, les dizaines de camps de travaux forcés du Bărăgan.
Les survivants se voient confisquer non seulement leurs dernières terres, mais aussi leurs domiciles et leurs biens historiques et culturels (collections artistiques, livres, documents de famille, meubles anciens…). Ils sont assignés à domicile dans des greniers, des entresols ou des caves sans confort, et, privés de toute retraite, ne peuvent se nourrir que grâce à l'aide de leur parentèle. Seul moyen de sortir de telles situations : faire une bruyante allégeance au régime et accepter de renseigner sa police politique, la Securitate, comme en témoigne Alexandre Paléologue. Beaucoup de descendants des familles nobles roumaines ont été emprisonnés, beaucoup sont morts en prison, tels que Constantin Brătianu, Gheorghe Brătianu, Mircea Vulcănescu, Vlad Ghica, Mihail Racoviţă et bien d'autres. Parmi ceux qui ont survécu à la détention, on peut citer Alexandru Budişteanu, Gheorghe Flondor, Constantin Noica, Alexandre Paléologue, Barbu Brezianu, Mihai Sturdza et Marie Cantacuzène.
Par ailleurs, des centaines de descendants de l'ancienne élite roumaine (protipendada, du grec « les cinq premiers » [rangs]) s'exilent : la France accueille surtout des lettrés, le Royaume-Uni et les États-Unis surtout des scientifiques et ingénieurs, l'Italie des artistes. Le « premier exil » date des 34 premiers mois du régime communiste de Roumanie, alors que le Parti communiste roumain avait déjà pris le pouvoir (le 6 mars 1945) grâce à l'occupation soviétique (depuis le 12 septembre 1944), mais que la Roumanie était toujours une monarchie dont les frontières n'avaient pas encore été fermées : ce « premier exil » compte des personnalités, des politiciens, des gens riches, d'anciens officiers ou intellectuels qui ont poursuivi leurs vies en Occident et ainsi évité de subir la répression communiste. Après la fermeture de la frontière, durant les décennies suivantes, il fallait risquer sa vie pour réussir à s'échapper à travers les chicanes du rideau de fer.
Les familles ayant réussi l'aventure sont donc considérées comme des héros en exil, mais comme des traîtres par le régime. Plus tard, dans les années 1960 et 1970, l'état communiste a commencé à « vendre » les candidats à l'exil, en réclamant, pour accorder des visas de sortie aux demandeurs, des taxes en devises fortes aux « répondants » d'Occident au prorata du niveau d'instruction, le plus souvent élevé chez les descendants de la noblesse et de la bourgeoisie. Enfin, au cours des années 1980, il y eut une dernière « vague » de fuyards, dont les motivations n'étaient pas seulement les persécutions sociales ou idéologiques, mais aussi la dégradation globale de la situation sous la gouvernance des époux Ceaușescu.
Après chute de la dictature communiste en 1989, la noblesse roumaine, ainsi que la famille royale, ont été réhabilitées dans l'historiographie roumaine, mais la plupart des survivants en Roumanie ont perdu leur statut social ainsi qu'une grande partie de leur mémoire familiale, car durant 45 ans, faire valoir ce que le parti communiste roumain appelait une « origine sociale malsaine » (origine socială nesănătoasă) pouvait entraîner des persécutions et conduire en prison. Les descendants qui ont revendiqué la restitution de leurs biens familiaux nationalisés par le régime communiste, ont pour la plupart échoué en raison de la complexité des procédures, des preuves exigées et du coût des démarches judiciaires. Ceux qui ont obtenu restitution, ont le plus souvent du, soit vendre leurs biens devenus vétustes pour couvrir les frais de justice et faire un petit bénéfice, n'ayant pas les fonds pour les restaurer (cas du palais Știrbei de Bucarest), soit laisser définitivement leurs biens à l'État en se contentant d'un modeste dédommagement financier (cas de la plupart des musées et des ambassades de Bucarest).
De son côté, la famille royale Hohenzollern de Roumanie a obtenu la restitution des palais de Săvârșin et de Sinaia, et les Habsbourg d'Autriche celle du château de Bran. Étant juridiquement et financièrement soutenus par l'Union démocrate magyare de Roumanie et des organismes d'entraide, plusieurs membres de la noblesse hongroise tels les héritiers des comtes Bánffy ou  Kálnoky ont aussi réussi à obtenir justice pour leurs biens en Transylvanie.

## Héritage

### Toponymie
Les toponymes roumains en…eni ou…ești proviennent en général des grandes familles des pays roumains où par tradition, à partir du prénom d'un noble (par exemple Bucur : « Hilaire ») ou de son surnom (par exemple mărginașul : « le limitrophe »), l'on crée un adjectif, par exemple Bucureanu, Bucurescu « appartenant à Hilaire » ou Mărgineanu, Mărginescu « appartenant au limitrophe » devenus patronymes ; au pluriel Bucureni, București « les gens d'Hilaire » ou Mărgineni, Mărginești « les gens du limitrophe » devenus toponymes.

### Appellations d'usage
Les nobles roumains étaient appelés doamnă (pour les femmes) ou domnule (pour les hommes) du latin dominus, ou, plus familièrement mais non moins respectueusement, jupână ou jupâne, stăpână ou stăpâne (« maîtresse », « maître », sous-entendu du domaine) ou encore cucoană ou cucoane du grec κοκκώς - « protection ».
Le prince régnant élu était appelé Măria Ta (littéralement « ta grandeur ») mais d'autres désignations, toutes d'origine slave, existaient : cneaz (désignant un « noble de haut rang »), voievod (voïvode, soit « chef de guerre ») ou hospodar (signifiant « souverain »). La présence de ces désignations qui existent aussi dans les pays slaves du voisinage (en polonais, un woïwode est un gouverneur de province) s'explique par le long voisinage entre « valachies » roumaines et « sklavinies » slaves, sous l'égide du premier et du deuxième État bulgare (que les chroniques de son temps nommaient d'ailleurs « royaume des Bulgares et des Valaques »), avant l'émergence des trois principautés transylvaine (1111), valaque (1330) et moldave (1359). Le titre de Hospodar, du proto-slave господу - gospodu, était initialement un terme de déférence parent de gosudar : « souverain », équivalent de sire en français.
En roumain, la prononciation hospodar avec un h initial est issue du vieux-slave de l’église orthodoxe, où le g est fréquemment prononcé h. Le mot est en usage dans les principautés danubiennes du Moyen Âge au XIXe siècle tandis que le sens du mot gospodar avec un g évolue en « personne qui tient bien sa maisonnée » et par extension bon gestionnaire. En russe (господин - gospodin), en bulgare (господар - gospodar), en polonais (gospód), en tchèque (hospod), le mot a conservé son sens premier et signifie toujours, courtoisement, « monsieur », de même que domnule et doamnă en roumain, langue romane.
Avec l'avènement du régime bolchévik en 1917 et du régime communiste de Roumanie en 1945, et tant que dura influence de l'URSS sur le bloc de l'Est, ces termes jugés discriminants, contre-révolutionnaires voire fascistes sont bannis du vocabulaire officiel communiste et remplacé par товарищ - tovarichtch, en roumain tovarășe, tovarășă (« camarade », aboli lors de la chute des régimes communistes en Europe mais toujours en vigueur dans les forces armées et forces de l'ordre russes et biélorusses). Toutefois, tovarășe, tovarășă n'était pas adressé aux personnes définies par le « nomenclateur social » (c'est-à-dire, en pratique, par la police politique Securitatea) comme « non fiables » ou d'« origine sociale malsaine » ce qui était le cas des descendants de la noblesse : ces personnes étaient appelées « citoyens » (cetățeni) et cette appellation, loin d'être flatteuse ou égalitaire, marquait au contraire la défiance du régime à leur égard.

### Architecture et patrimoine culturel et artistique
La noblesse roumaine a aussi laissé de nombreux palais, manoirs, villas, collections d'art, bibliothèques et fondations (comme l'Institut Cantacuzène, équivalent roumain de l'Institut Pasteur en France). Une partie non négligeable a été perdue en raison des viccissitudes historiques et politiques du pays. Après avoir été pillés (notamment dans les années 1945-1955 : les dix premières de l'occupation soviétique et du régime communiste), beaucoup de ces bâtiments ont été restaurés et affectés à divers usages ; d'autres ont été démolis ou sont restés en ruines. Depuis la chute de la dictature communiste en 1989, certains ont été modernisés après vente et dispersion de leur contenu (lorsqu'il en restait). Ce qui reste des bâtiments fait partie du patrimoine culturel de la Roumanie et ce qui reste de leur contenu se trouve soit dans les musées du pays, soit dans des collections privées.

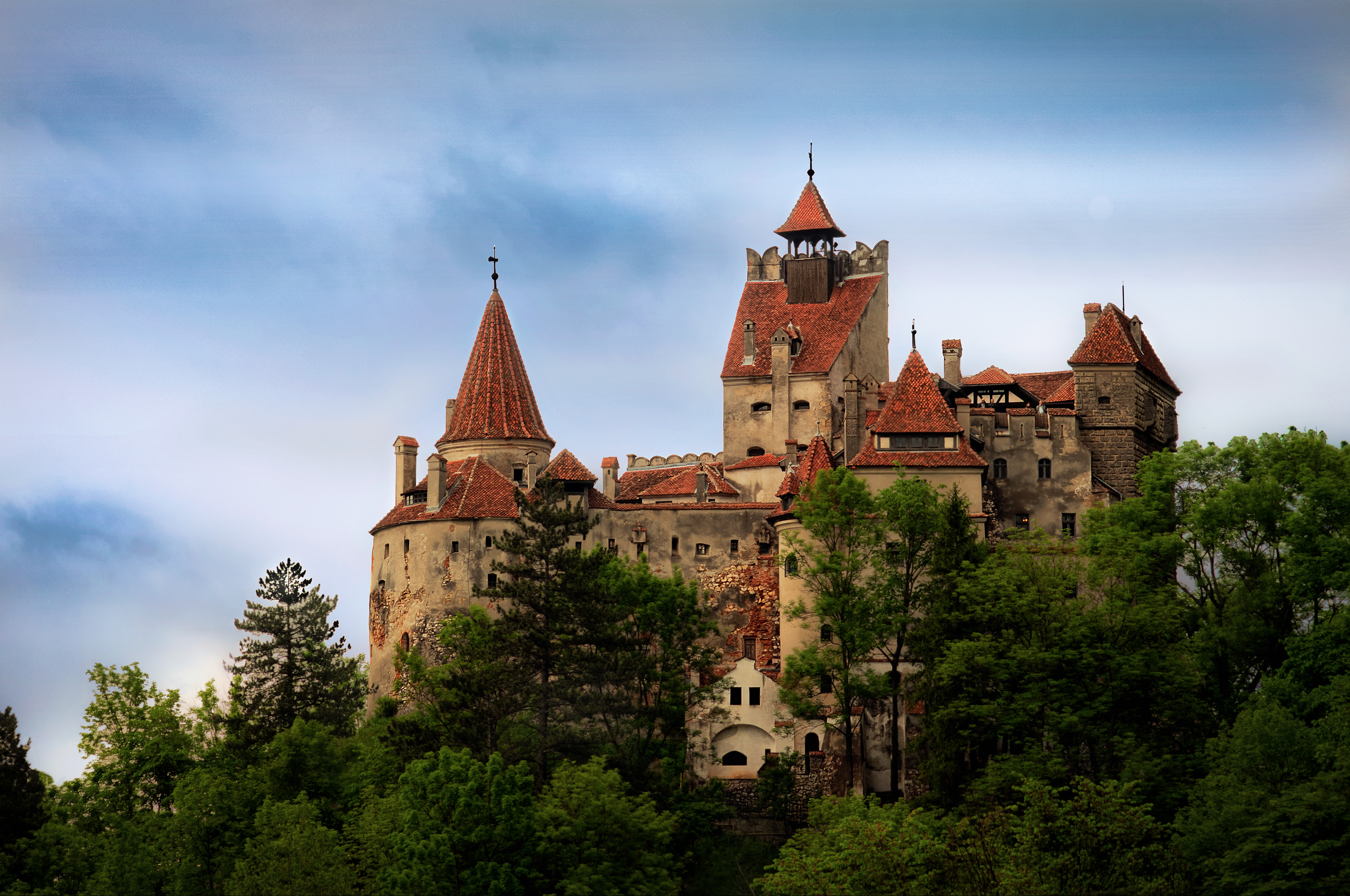
Château de Bran restitué à Dominique de Habsbourg-Lorraine
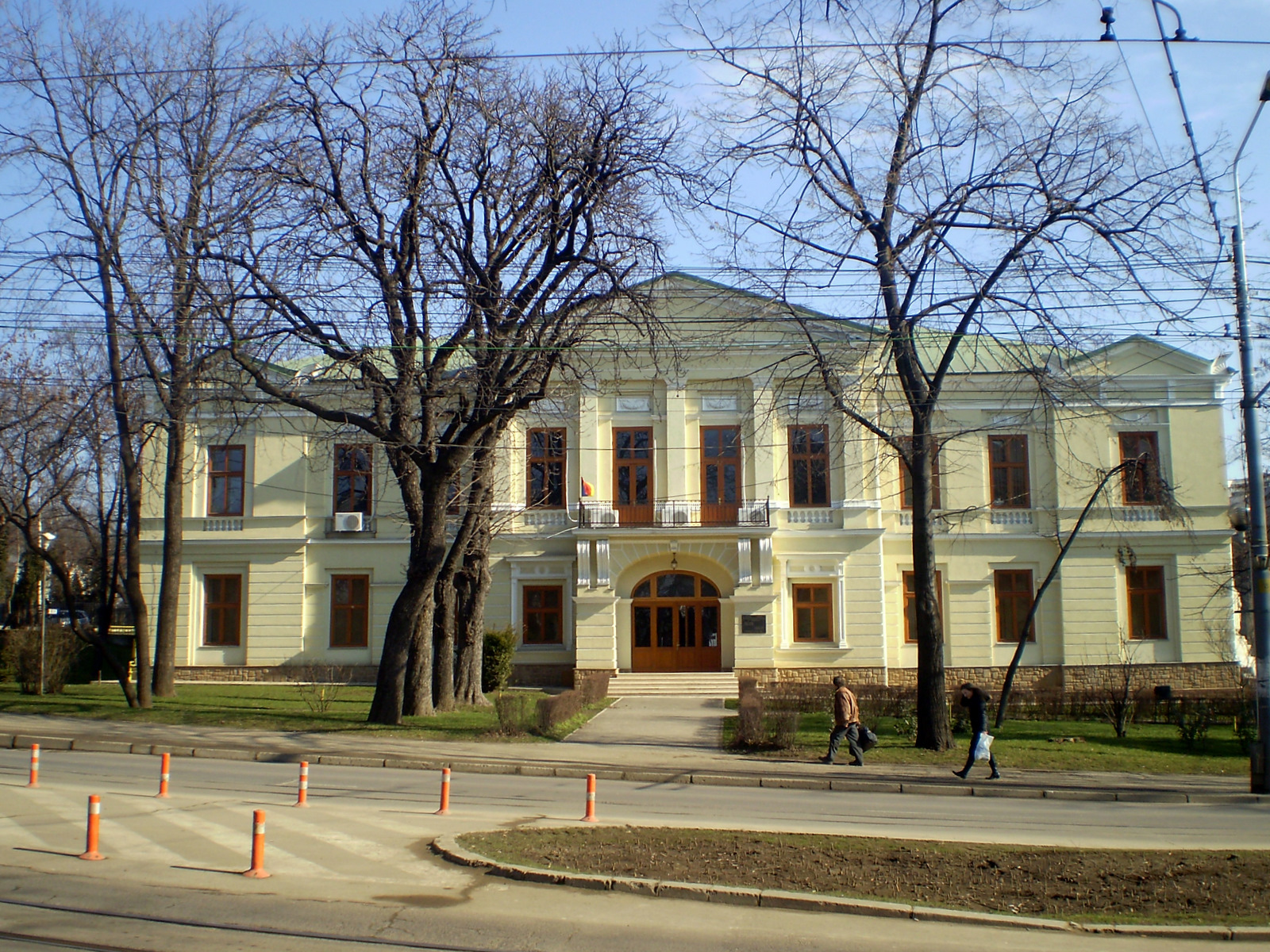
Palais Cantacuzène-Pașcanu de Jassy aujourd'hui « Palais des Enfants ».
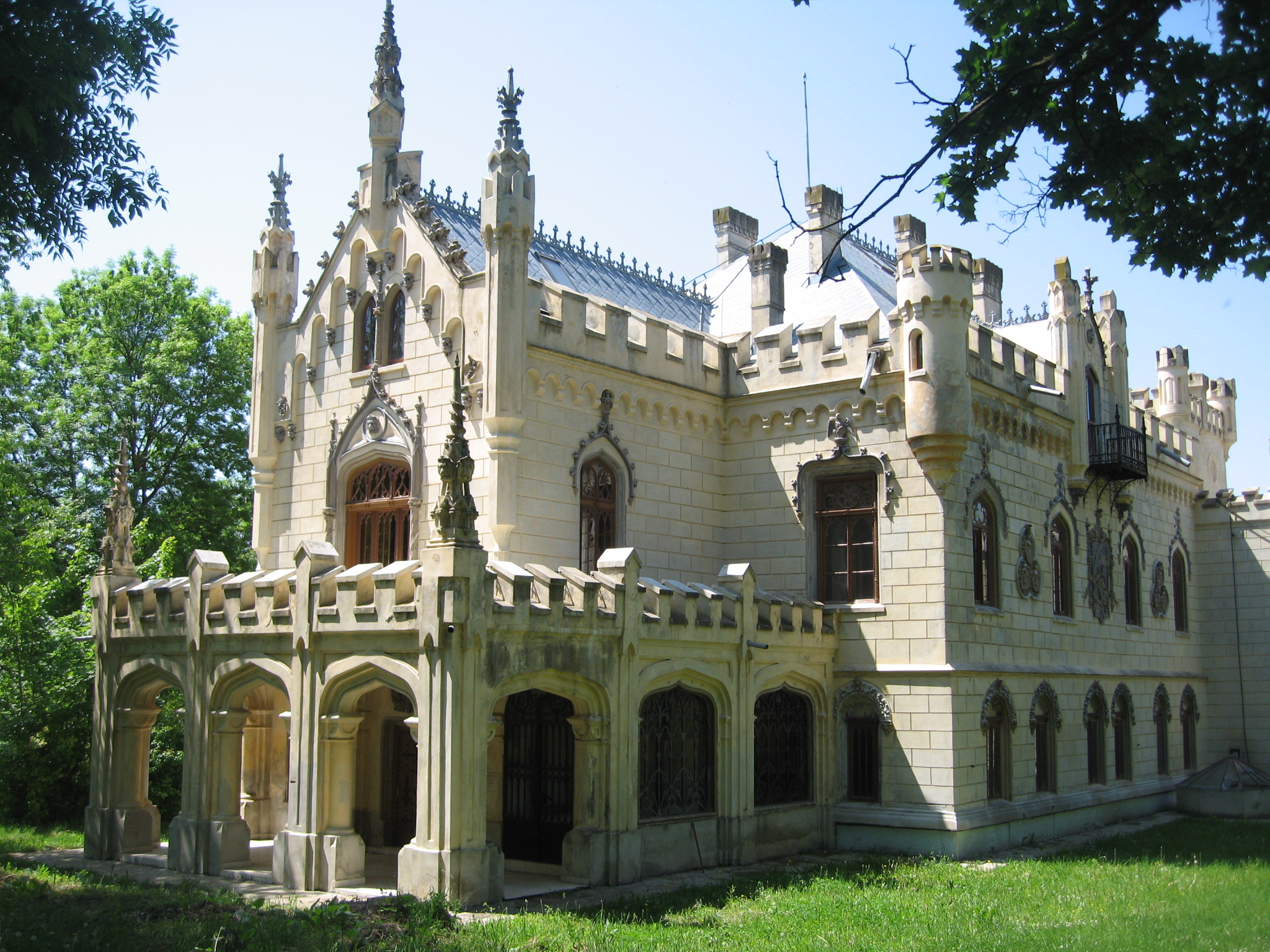
Palais Sturdza à Miclăușeni en Moldavie aujourd'hui salle de congrès de la Métropole de Moldavie.
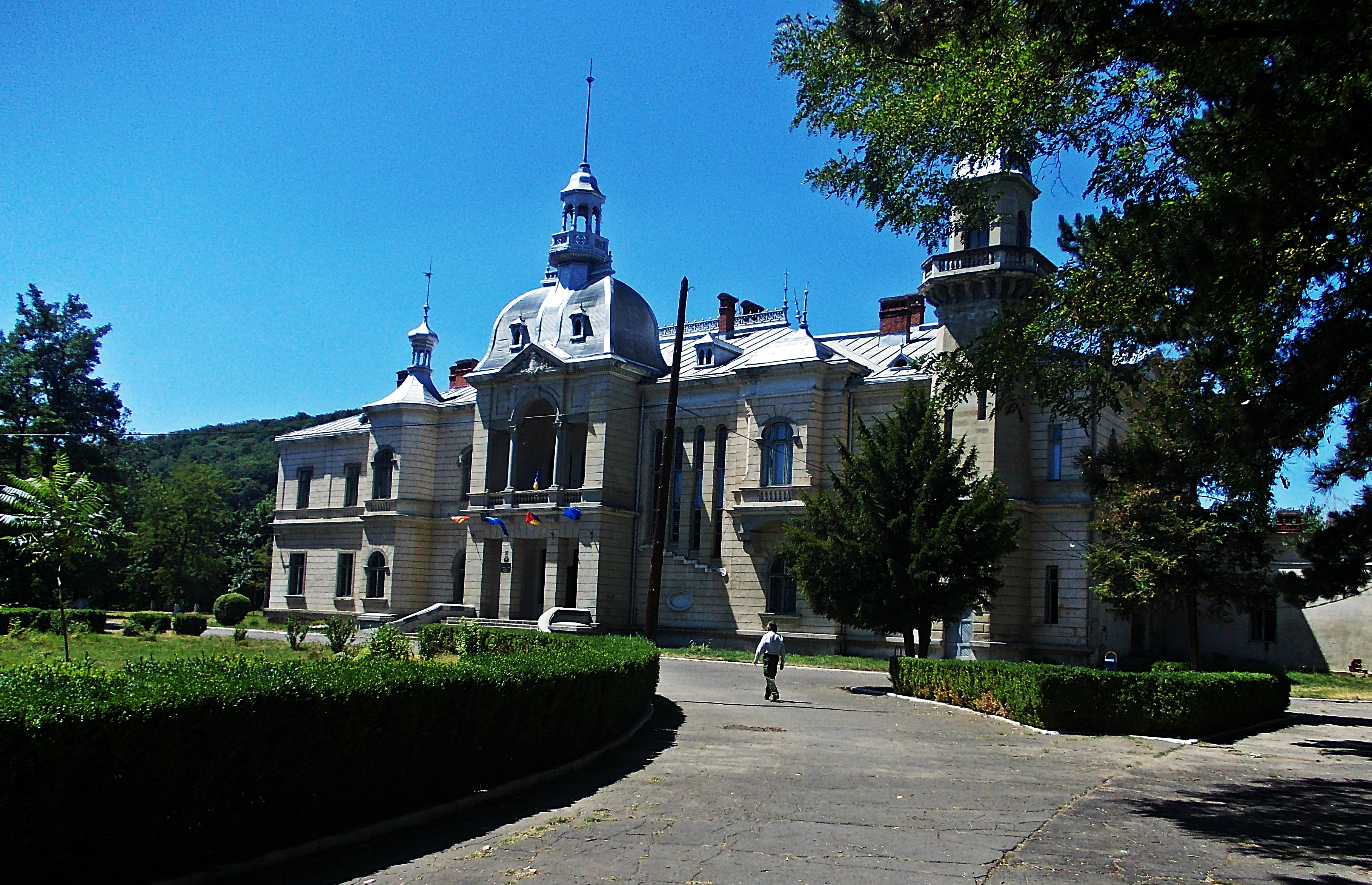
Palais de la famille Ghica à Comănești en Moldavie aujourd'hui musée d'ethnographie et d'art contemporain.
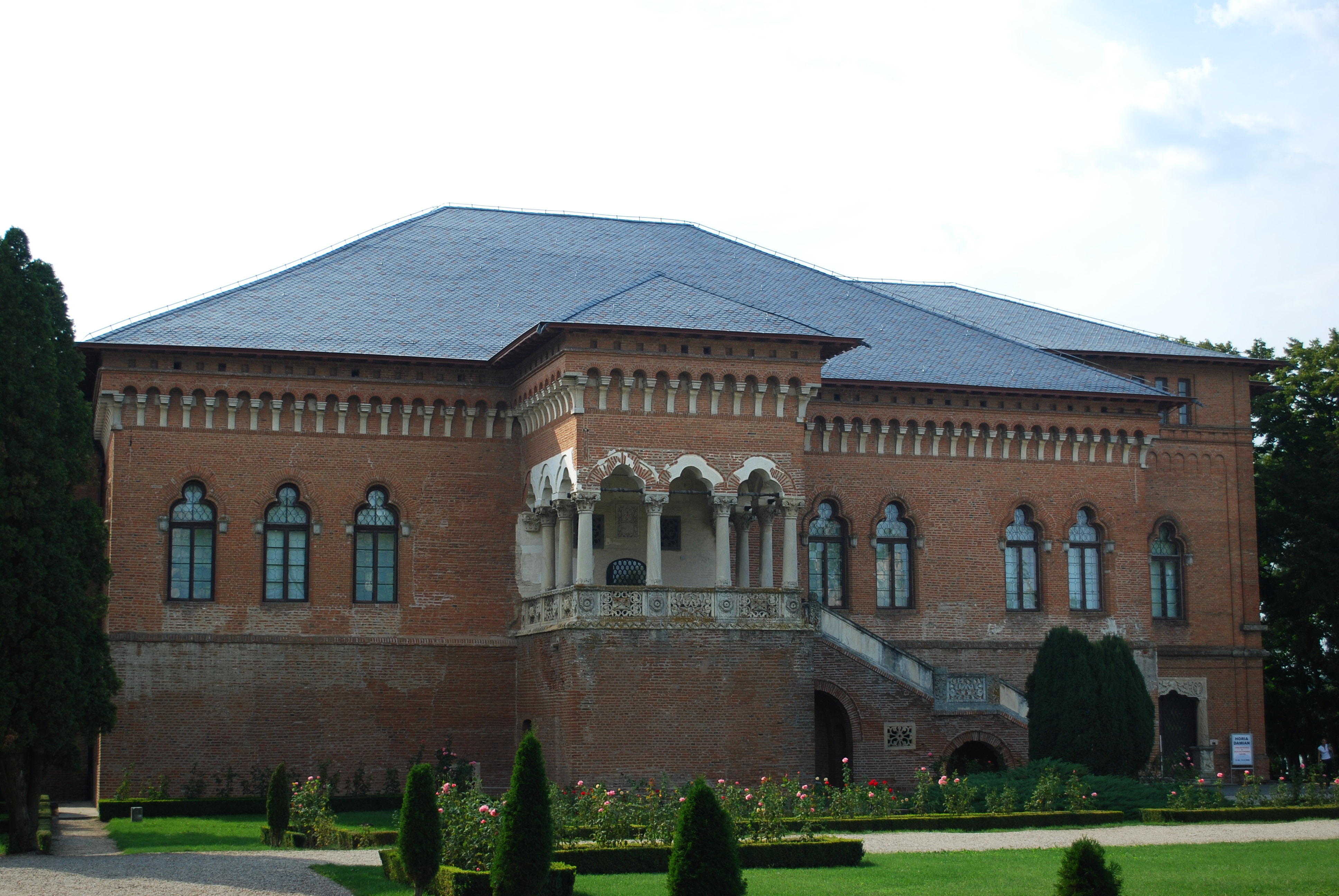
Palais de Mogoșoaia près de Bucarest aujourd'hui musée et lieu de tournage de films historiques.
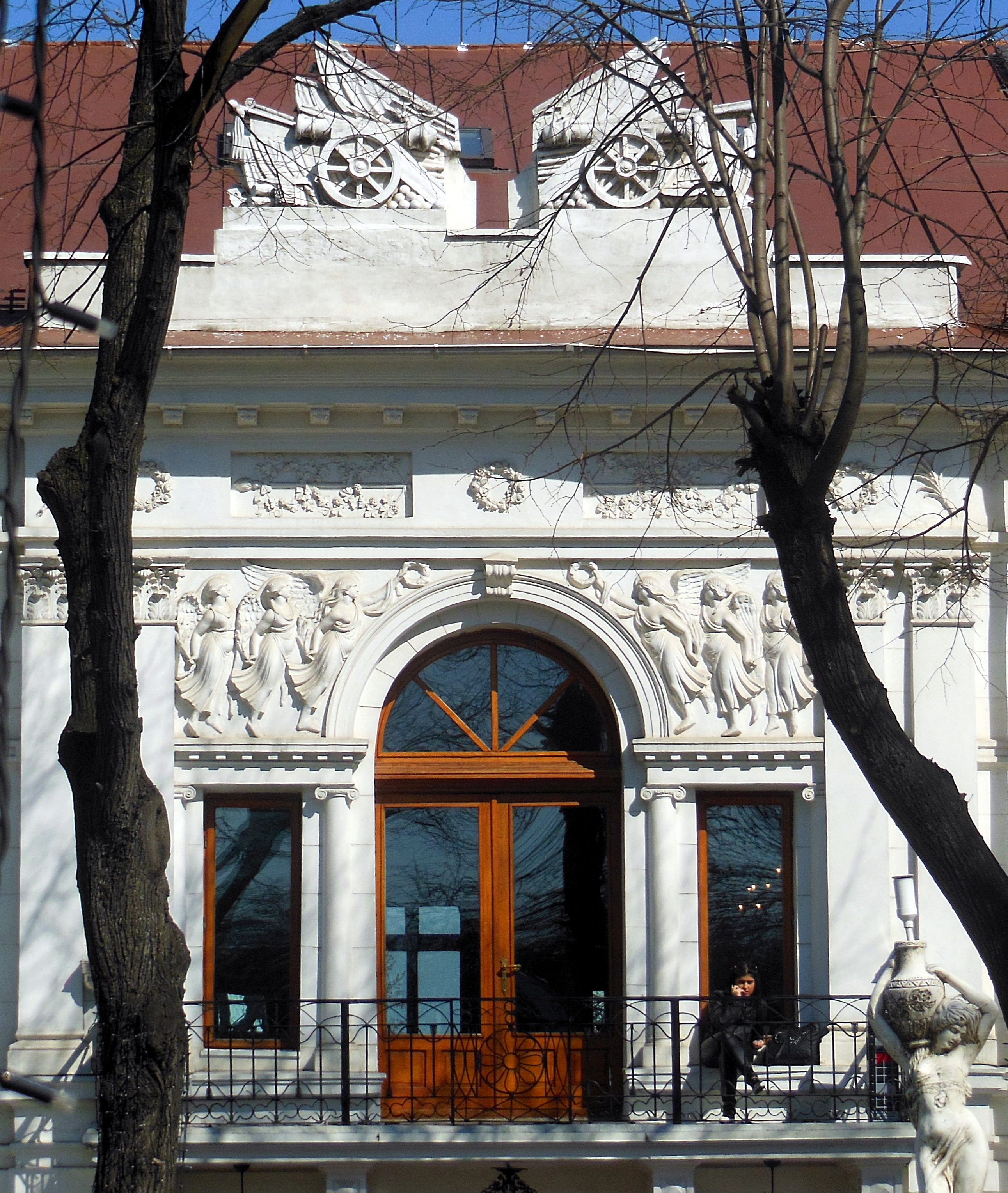
Détail du palais de la famille Ghica près de Bucarest aujourd'hui restaurant et salle de fêtes.
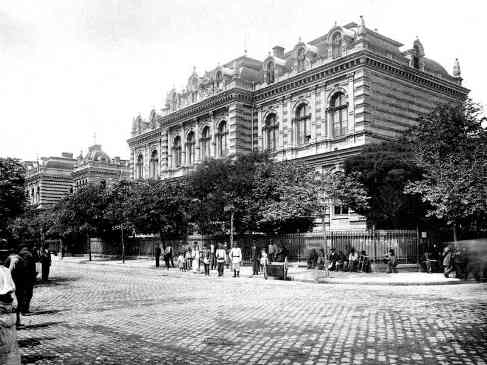
Hôpital Brancovan, à Bucarest bâti par une donation de la princesse Safta de la famille Brâncoveanu et démoli sur ordre Nicolae Ceaușescu en 1984 peu après sa rénovation.
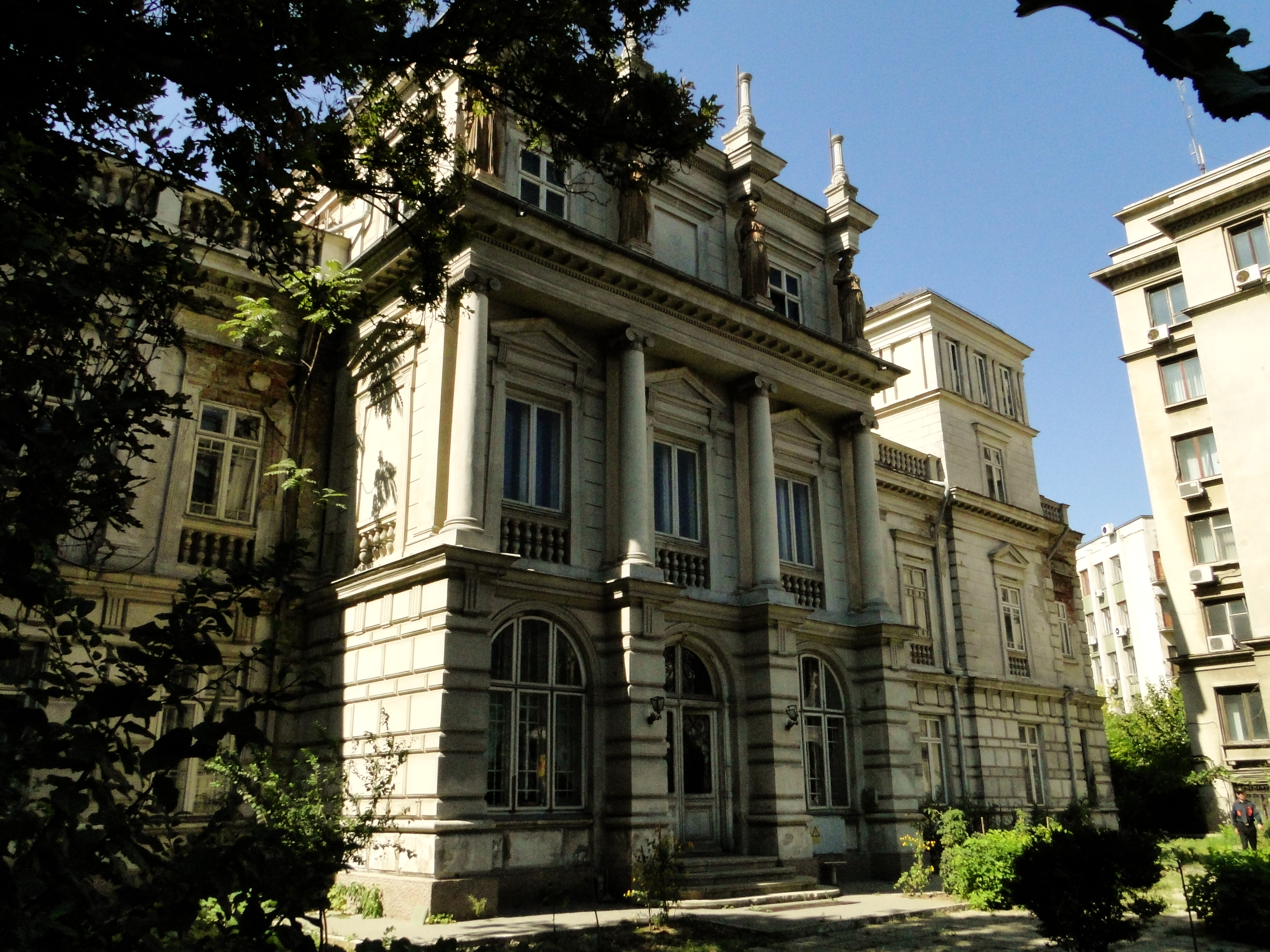
Palais de la famille Știrbei à Bucarest, aujourd'hui centre d'affaires (l'intérieur a été entièrement modernisé, le mobilier d'origine vendu).
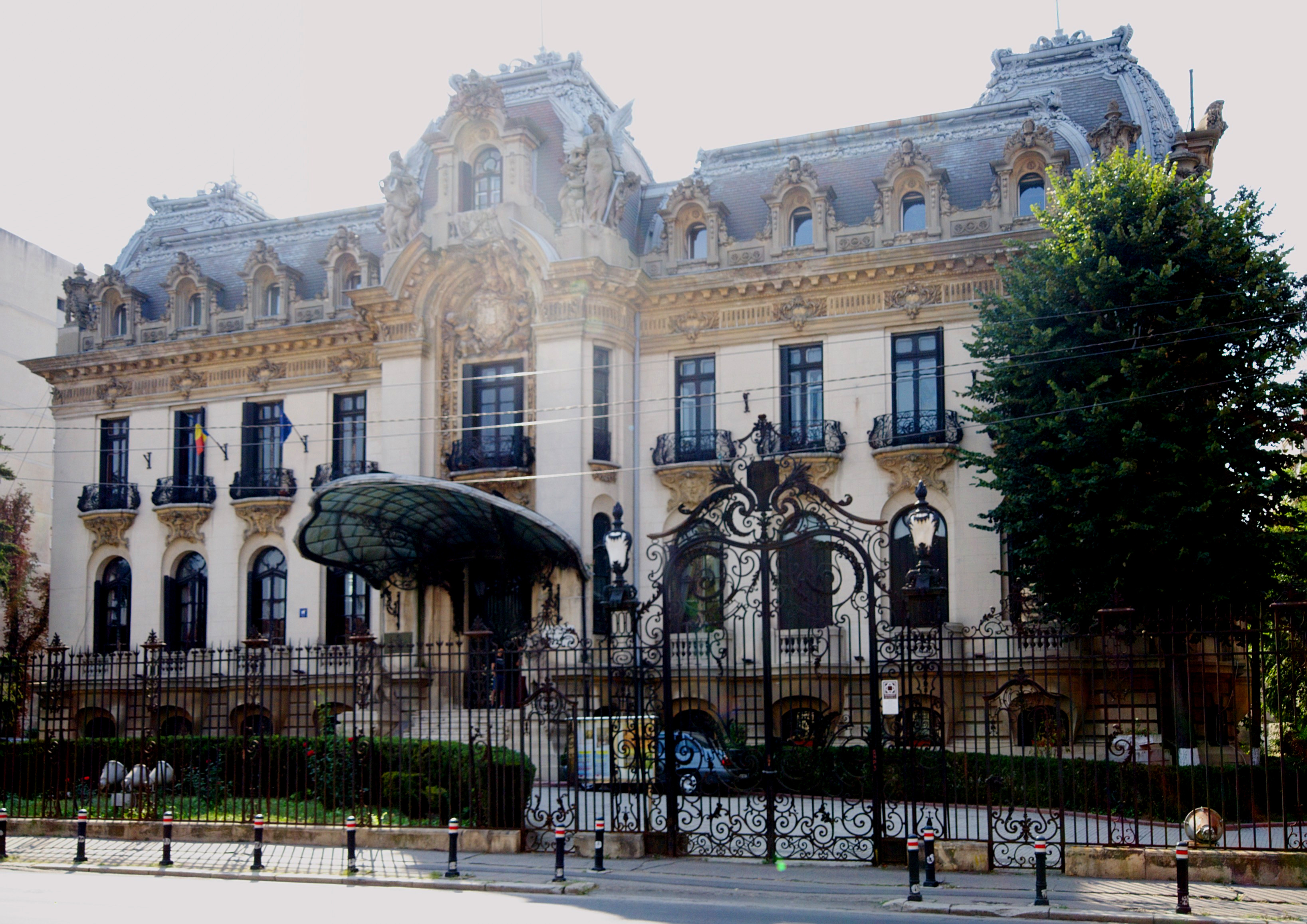
Palais Cantacuzène de Bucarest aujourd'hui musée de la musique « Georges Enesco ».
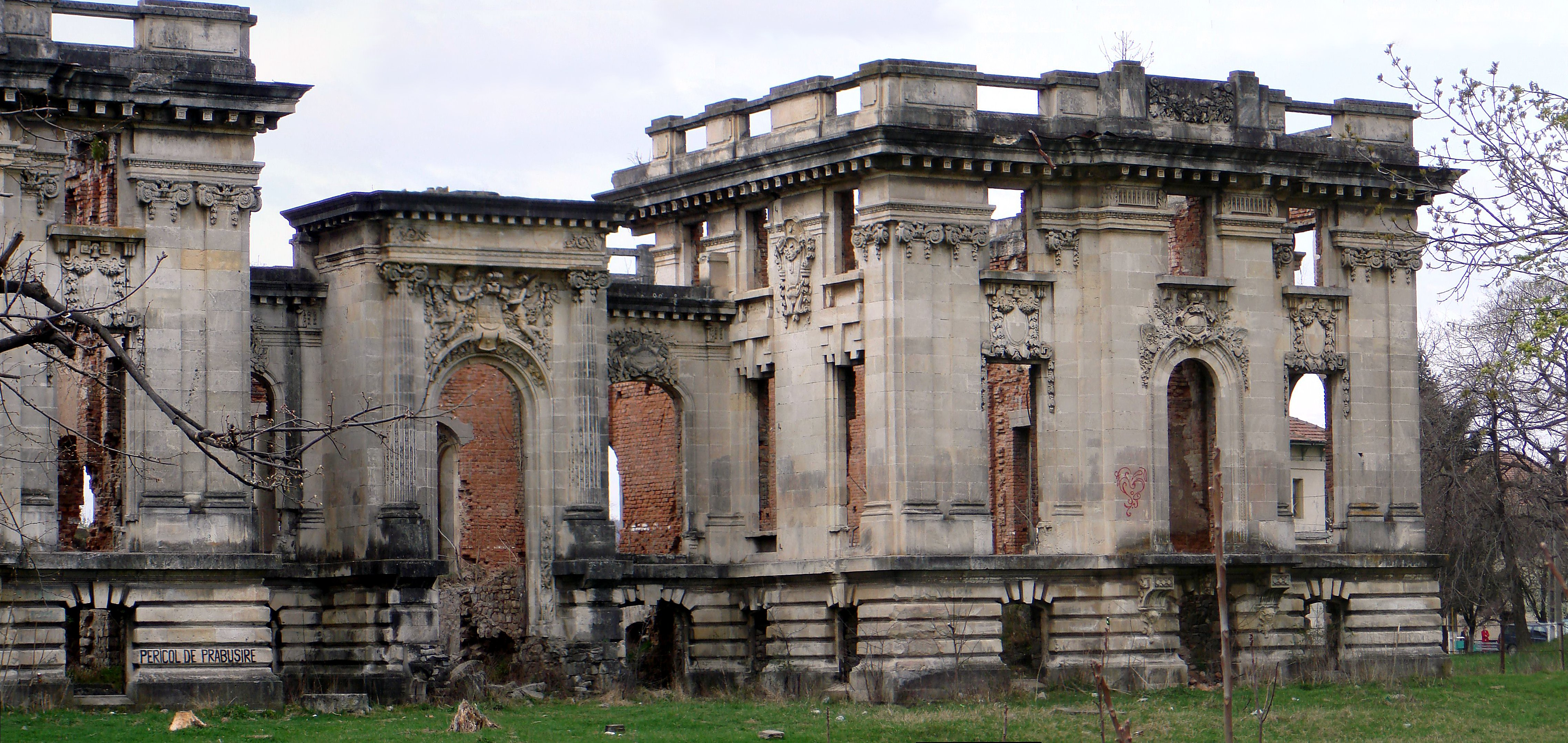
Palais Cantacuzène de Florești pillé et abandonné (Pericol de prăbușire en bas à gauche = « danger d'écroulement »).
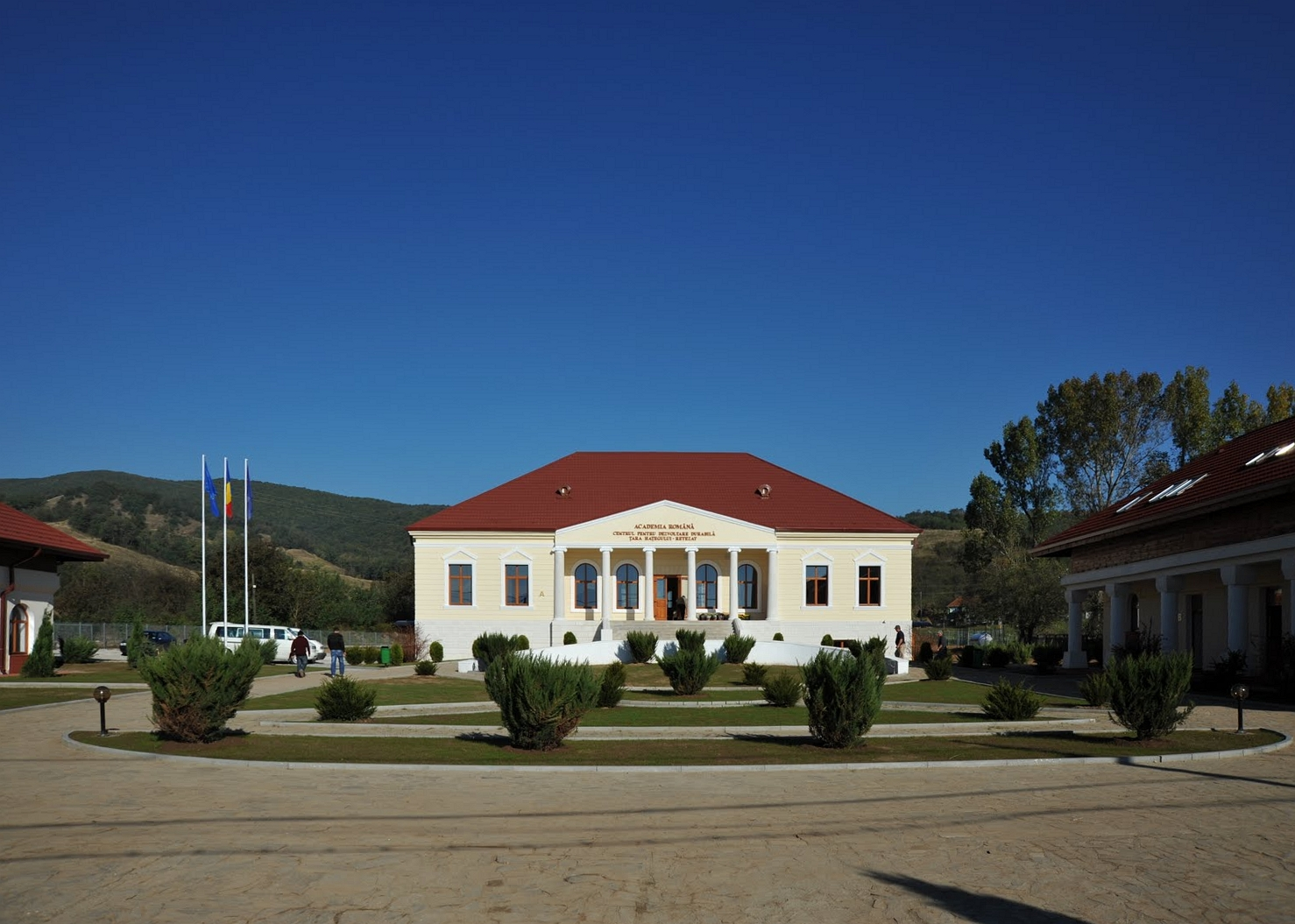
Manoir du baron Nopcsa à Fărcădin aujourd'hui « Centre de développement durable du pays de Hațeg et du Retezat ».
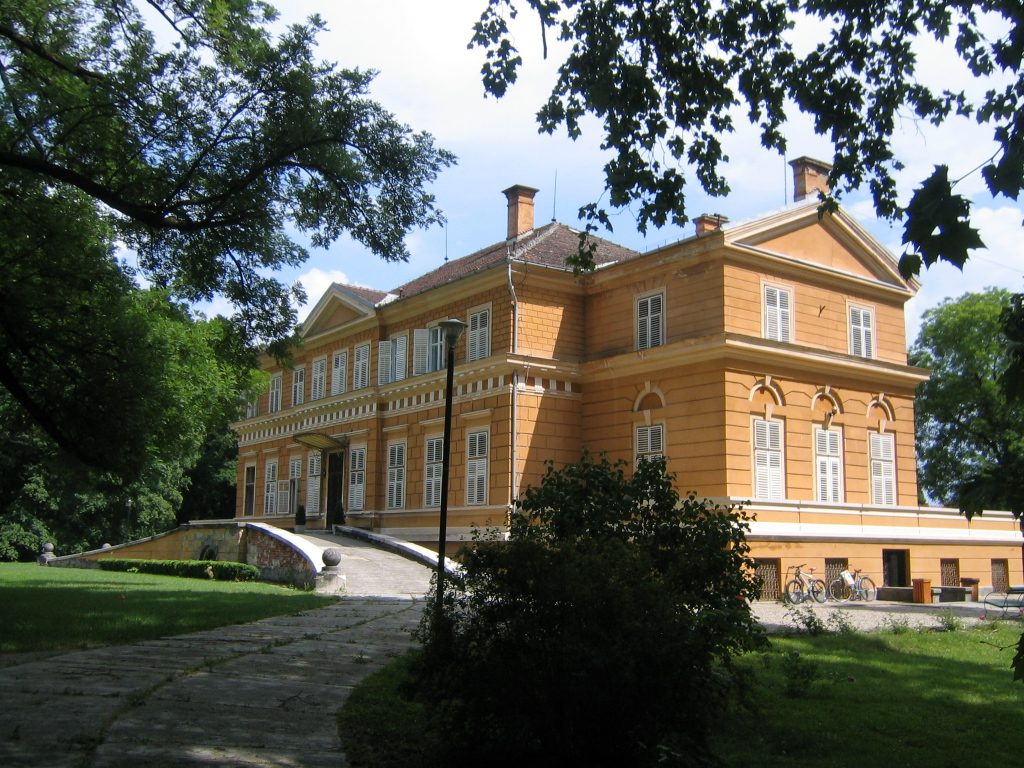
Palais de Săvârșin restitué à la famille royale de Roumanie.

.

### Héraldique (exemples)
Il n'existe pas dans l'héraldique roumaine de version incontestée de telles ou telles armoiries, mais des versions différentes qui engendrent des controverses véhémentes notamment au sujet des couleurs des émaux, d'autant qu'il existe de nombreuses reproductions en noir et blanc dans les sources secondaires, tenues pour « seules fiables ». La nature et l'emplacement des meubles sont également très discutés, et les choix des héraldistes roumains du XIXe siècle pour les armoiries de la Roumanie sont considérés comme des inventions sans valeur historique, notamment dans l'historiographie pro-russe de la République de Moldavie,.

#### Armoiriestransylvaines

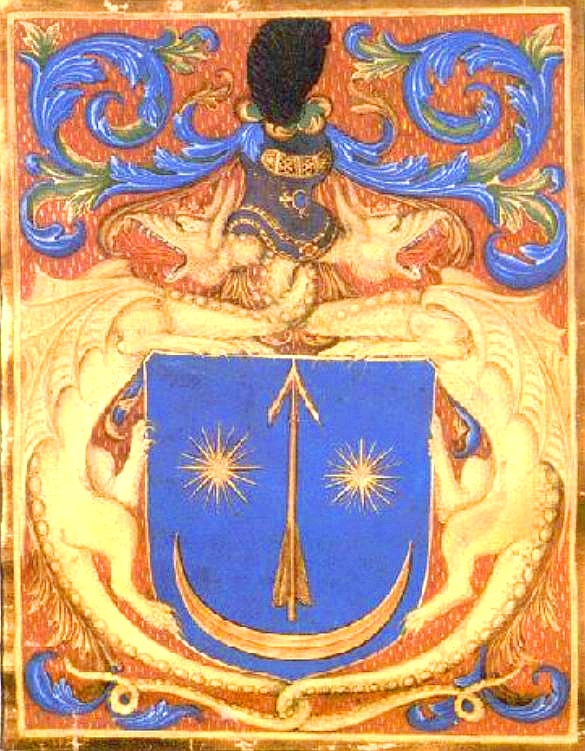
Famille Dragoș de Bedeu (Drágffy) de Marmatie.
Famille des Huniade-Corvin.
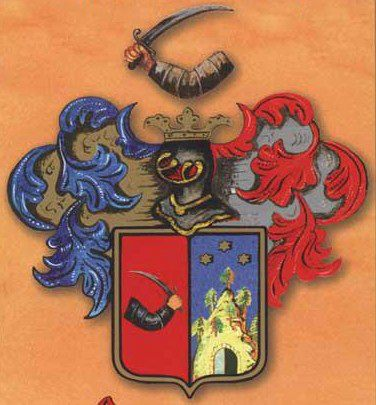
Famille Iuga de Marmatie.
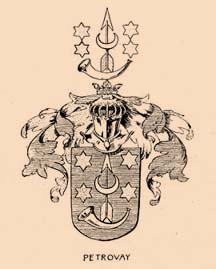
Famille des Petrovani, en Marmatie.
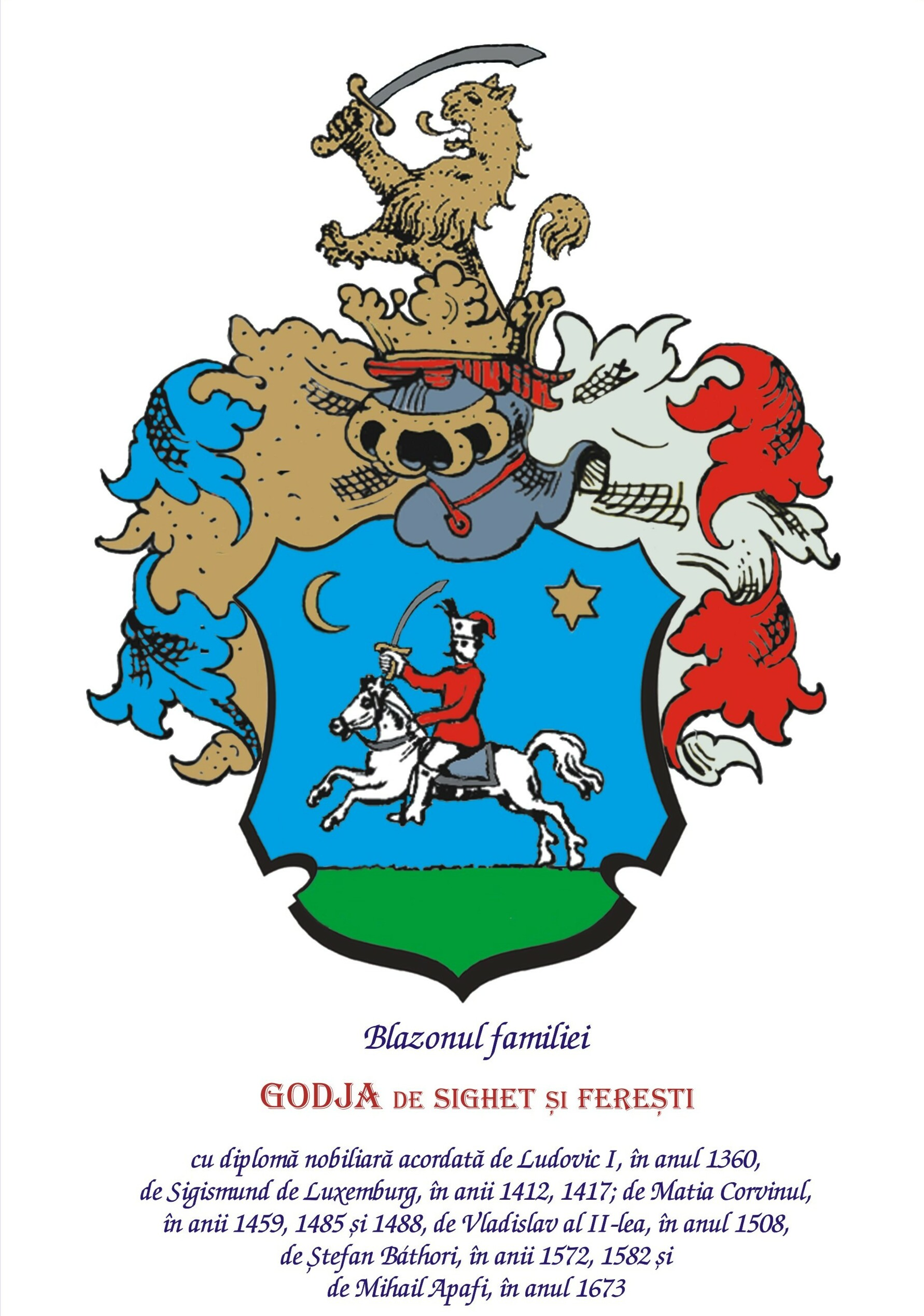
Famille Godja de Sighet et Ferești en Marmatie.
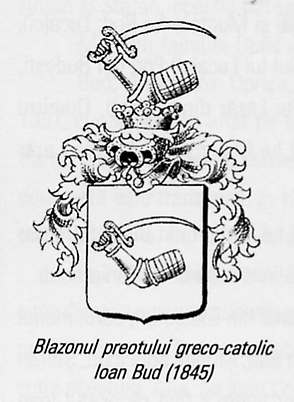
Famille des Budești, Marmatie.
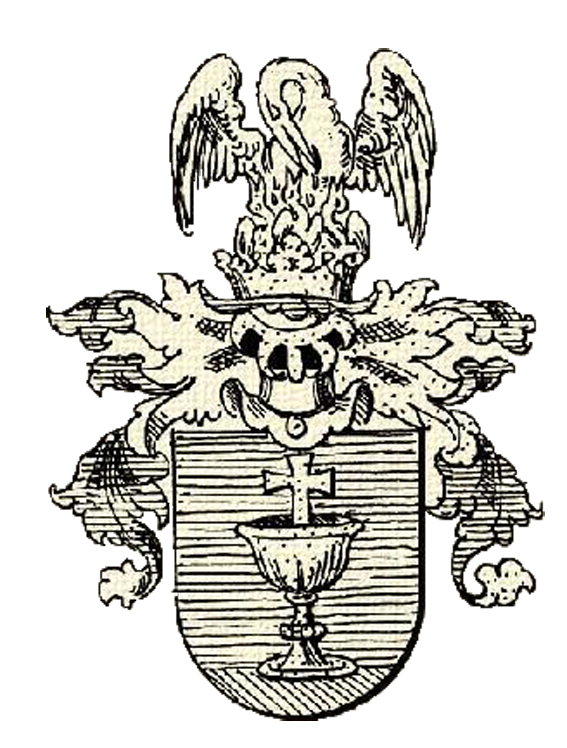
Famille Pop de Negrești de Turț, au pays de Oaș.
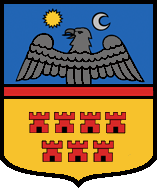
Écu de la Transylvanie dans les armoiries de la Roumanie moderne.

#### Armoiriesmoldaves

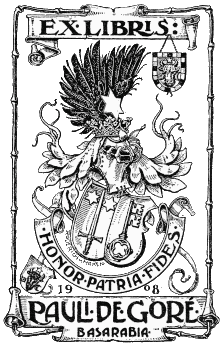
Famille Gorea de Moldavie orientale.
Famille des Mușatini de Moldavie septentrionale.
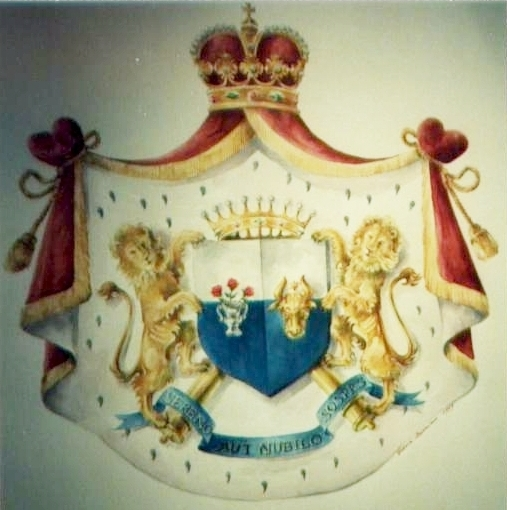
Famille Rosetti.
Famille Răducanu-Rosetti.
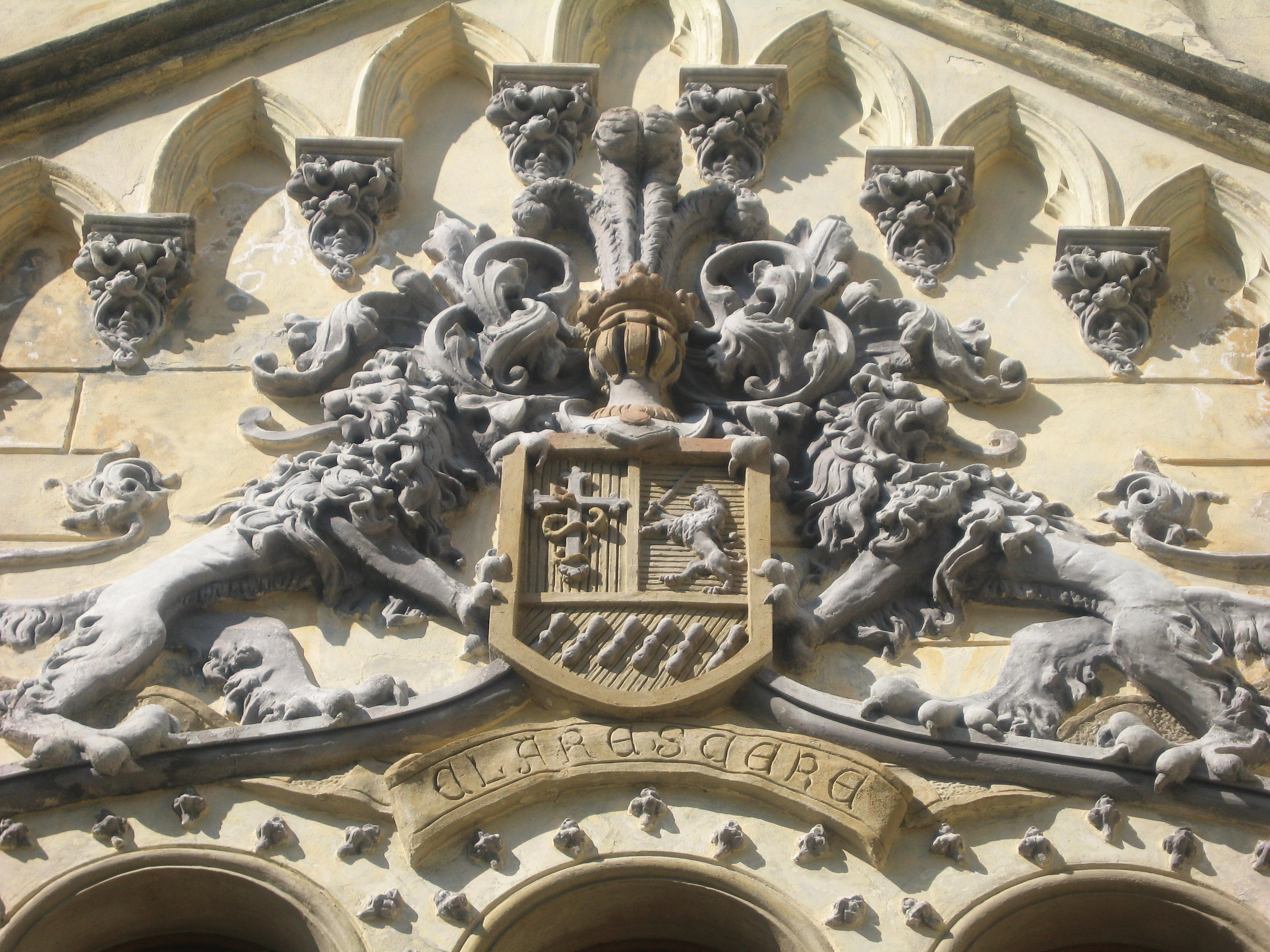
Famille Sturdza de Miclăușeni.
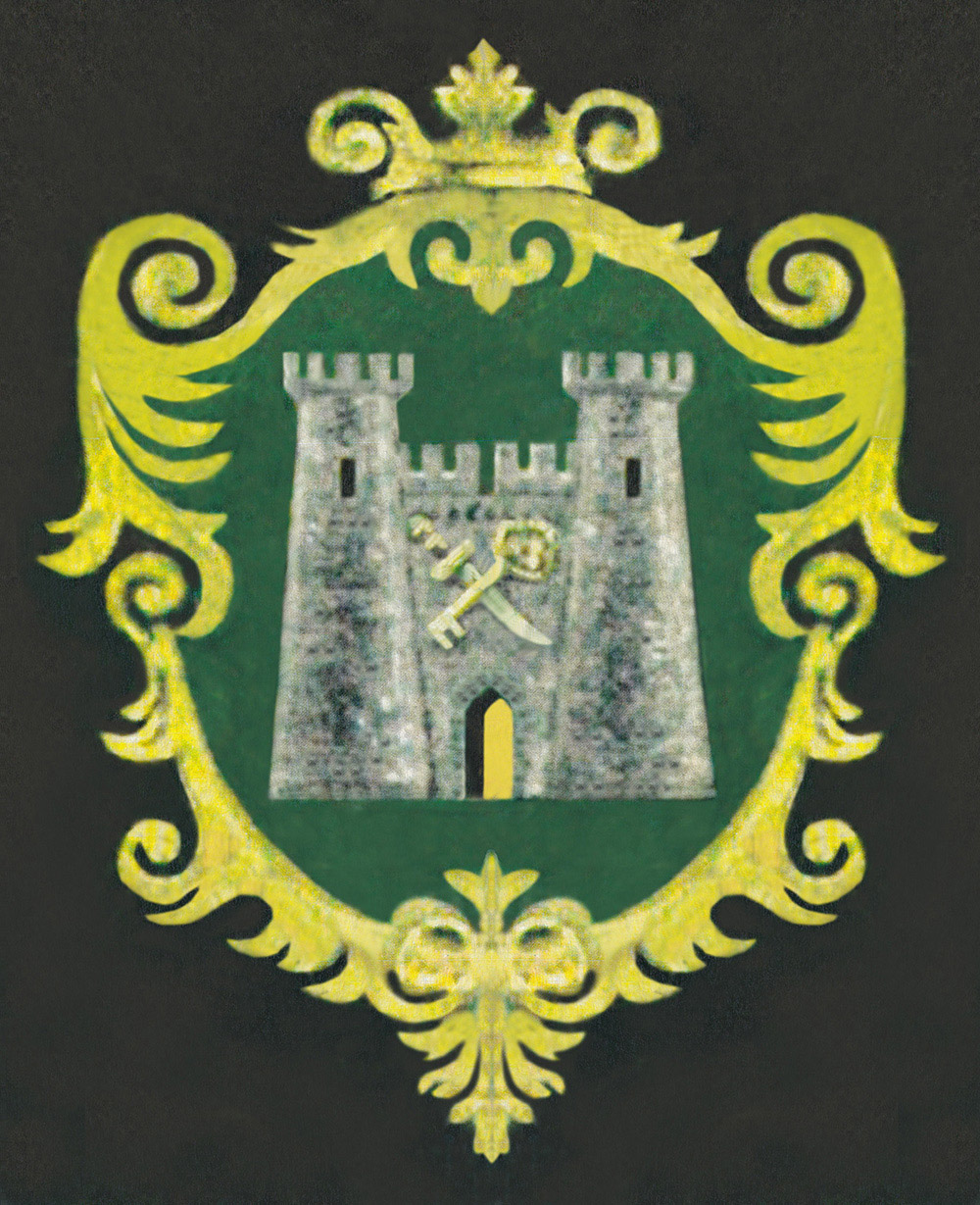
Famille Miclescu.
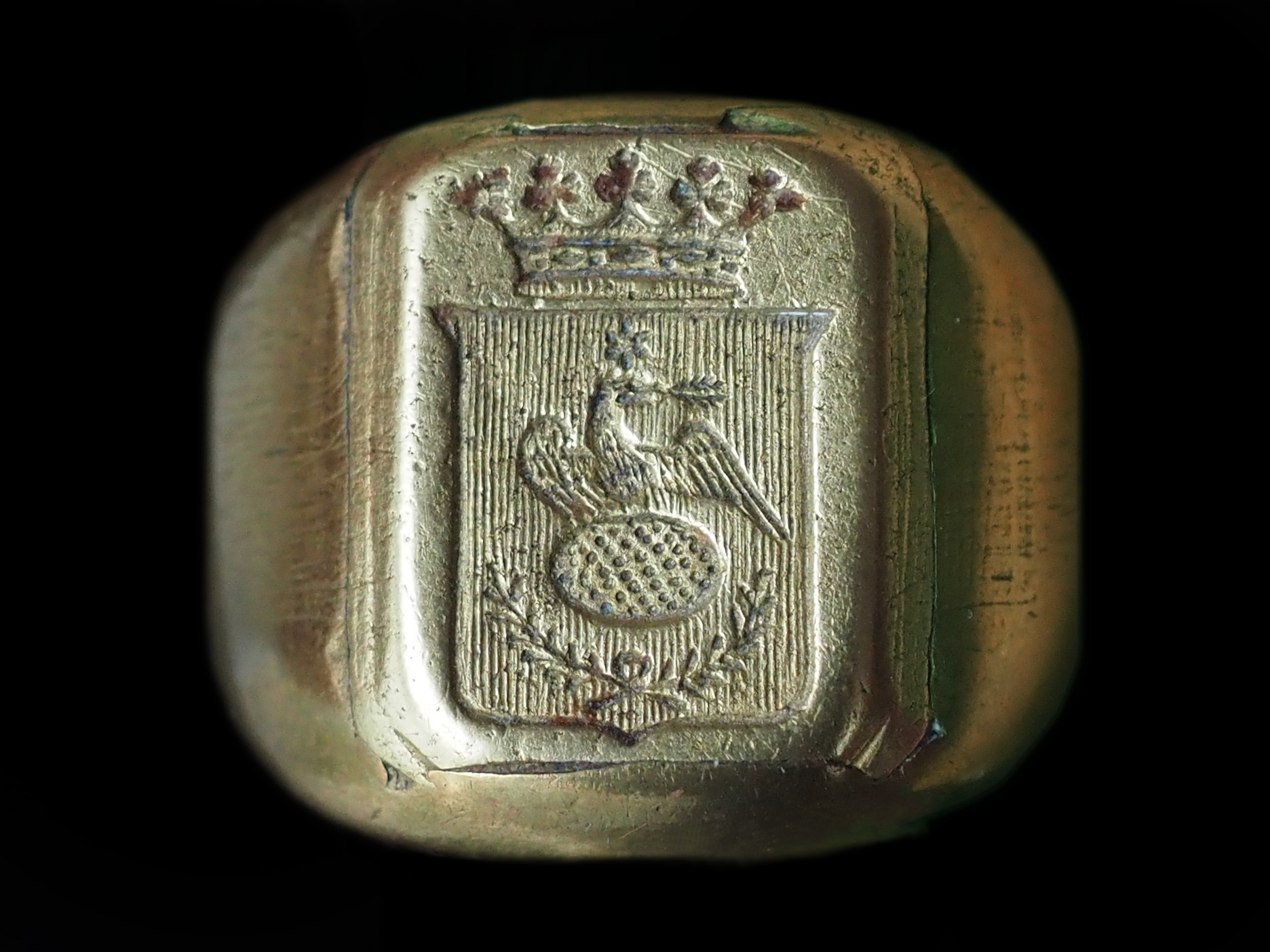
Famille Râșcanu.
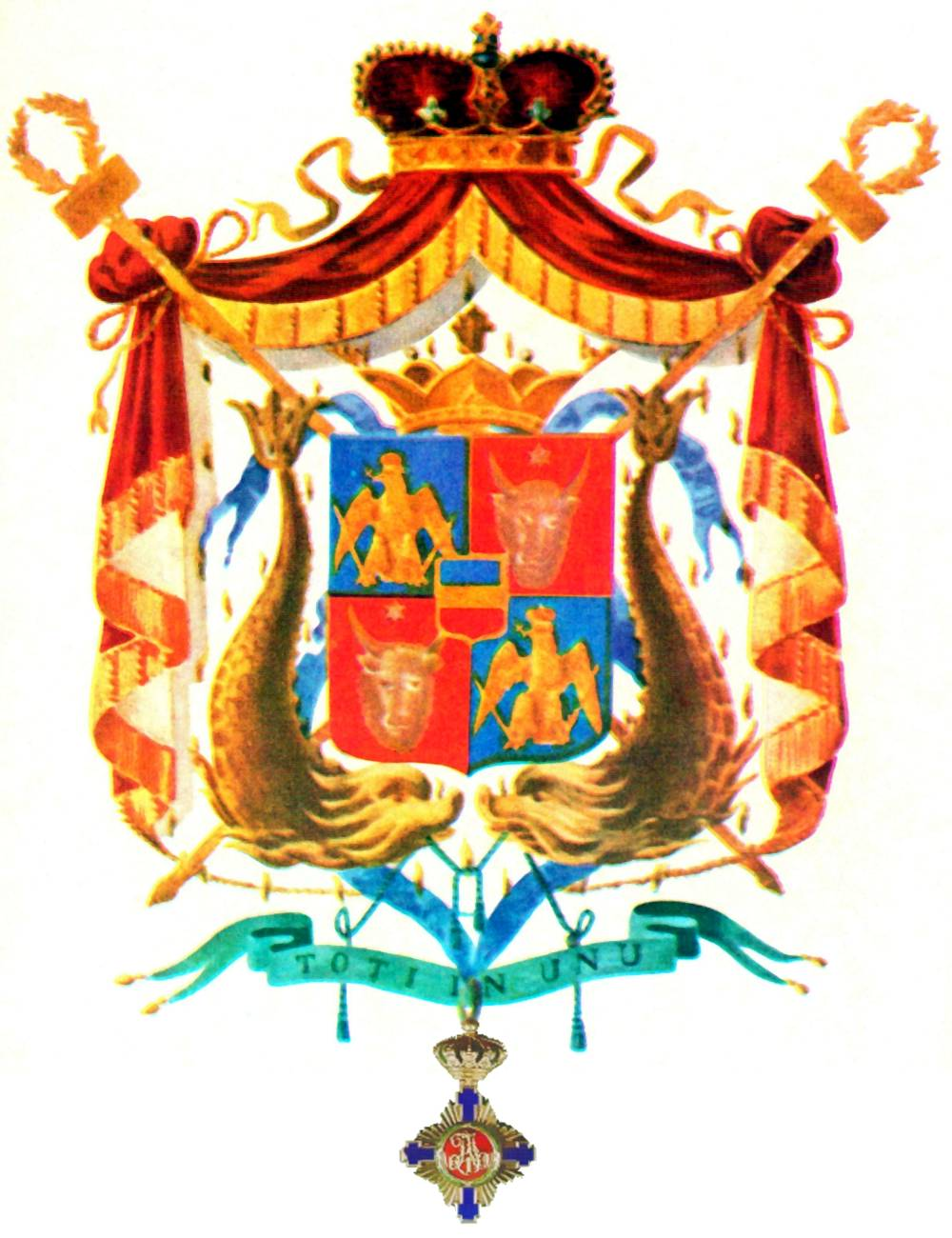
En rouge, la Moldavie dans les armoiries d'Alexandre Jean Cuza souverain des Principautés unies de Moldavie et de Valachie (1859).
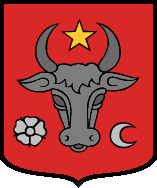
Écu de la Moldavie dans les armoiries de la Roumanie moderne[68].

#### Armoiriesvalaquesetphanariotes

Armoiries de la famille princière valaque des Basarab.
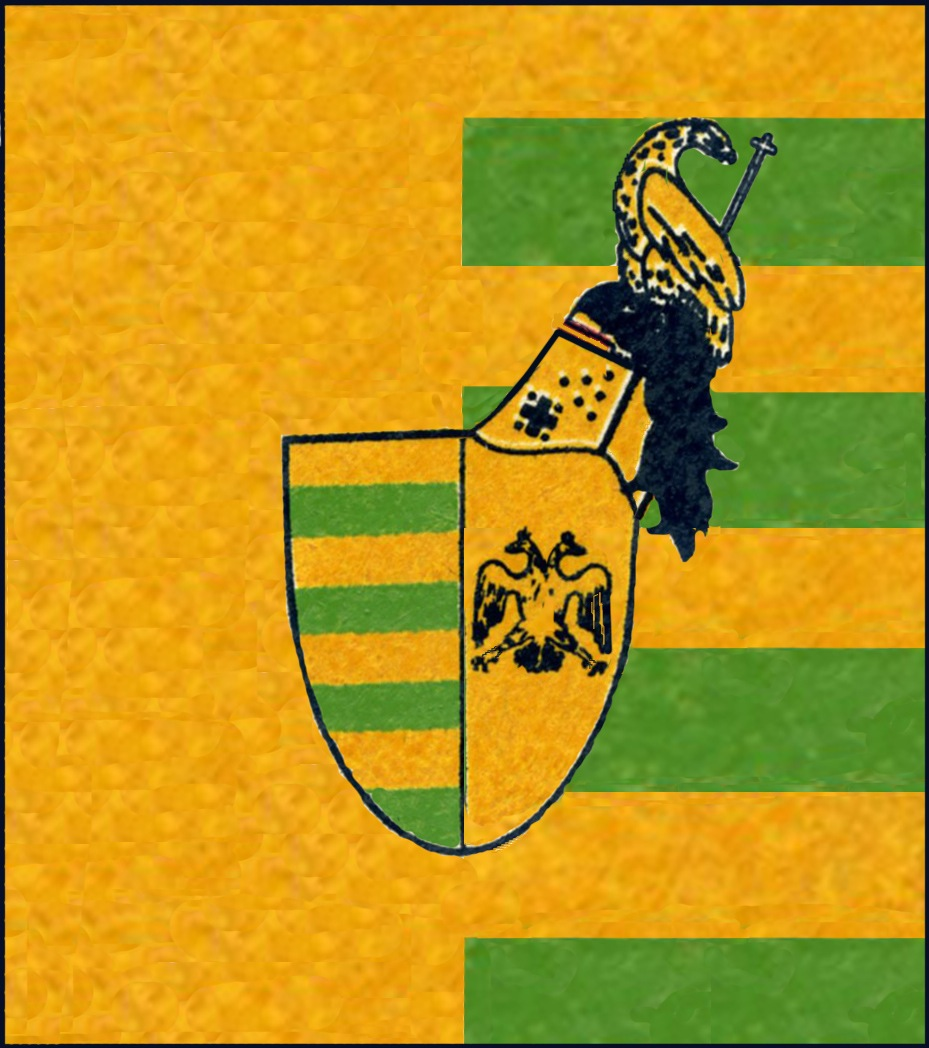
Bannière de la dynastie des Basarab (XVe siècle)[69].
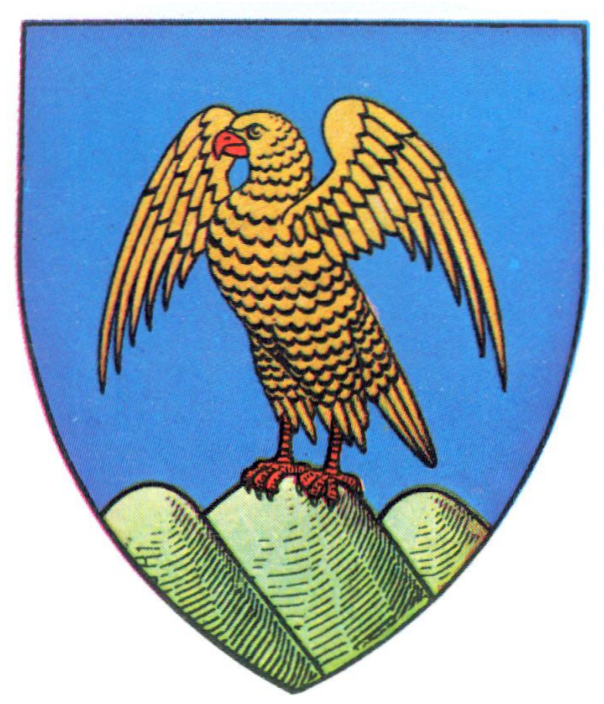
Armoiries de la famille princière valaque des Dănești.
Armoiries de la famille princière valaque des Drăculești.
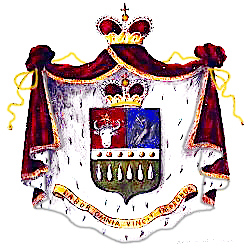
Armoiries des principautés sur le blason de la famille princière Ghica au XIXe siècle.
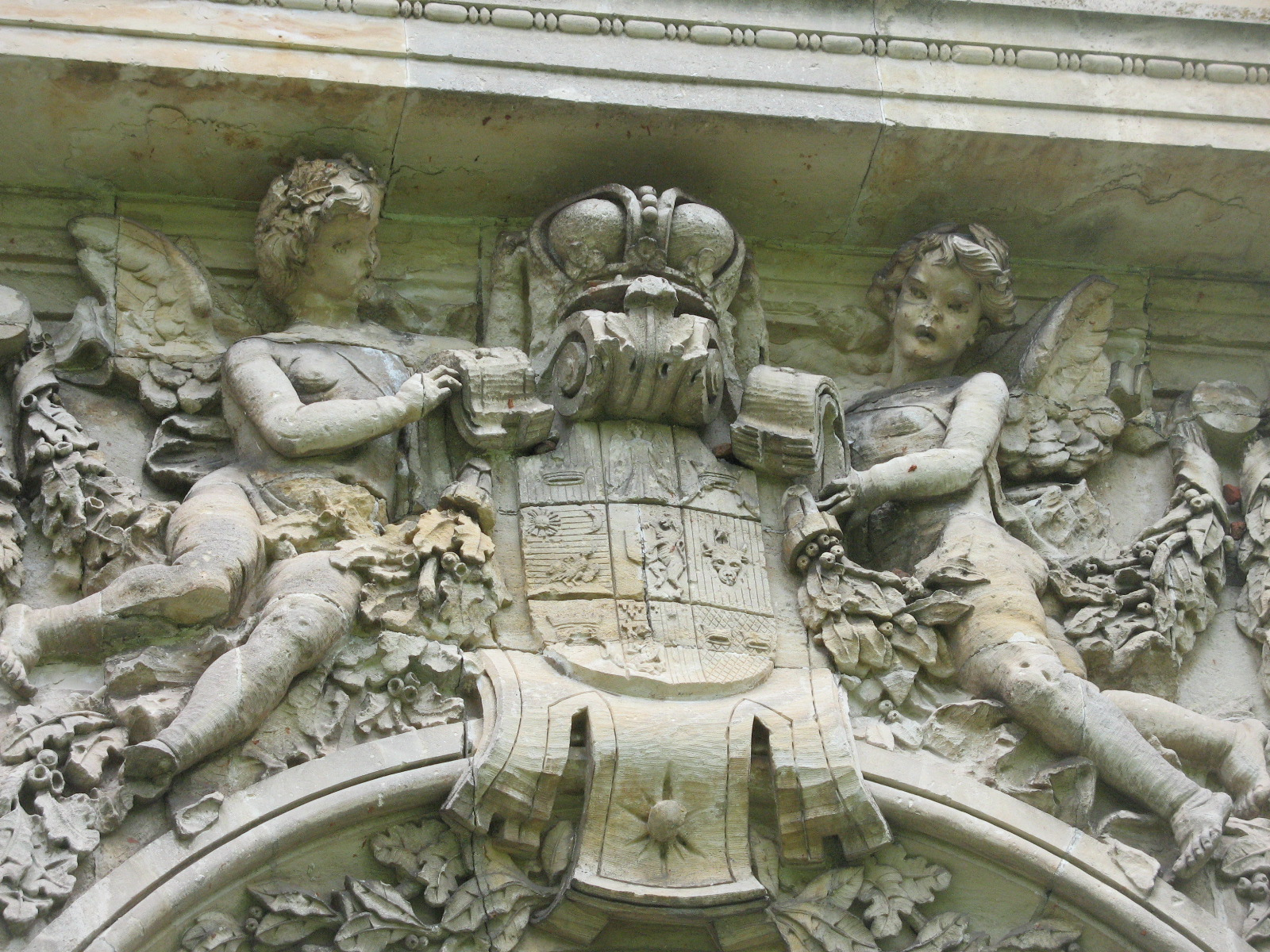
Armoiries des principautés (au milieu, Valachie à gauche, Moldavie à droite entourant le lion rampant de la famille) sur le blason de la famille princière Cantacuzène au XIXe siècle.
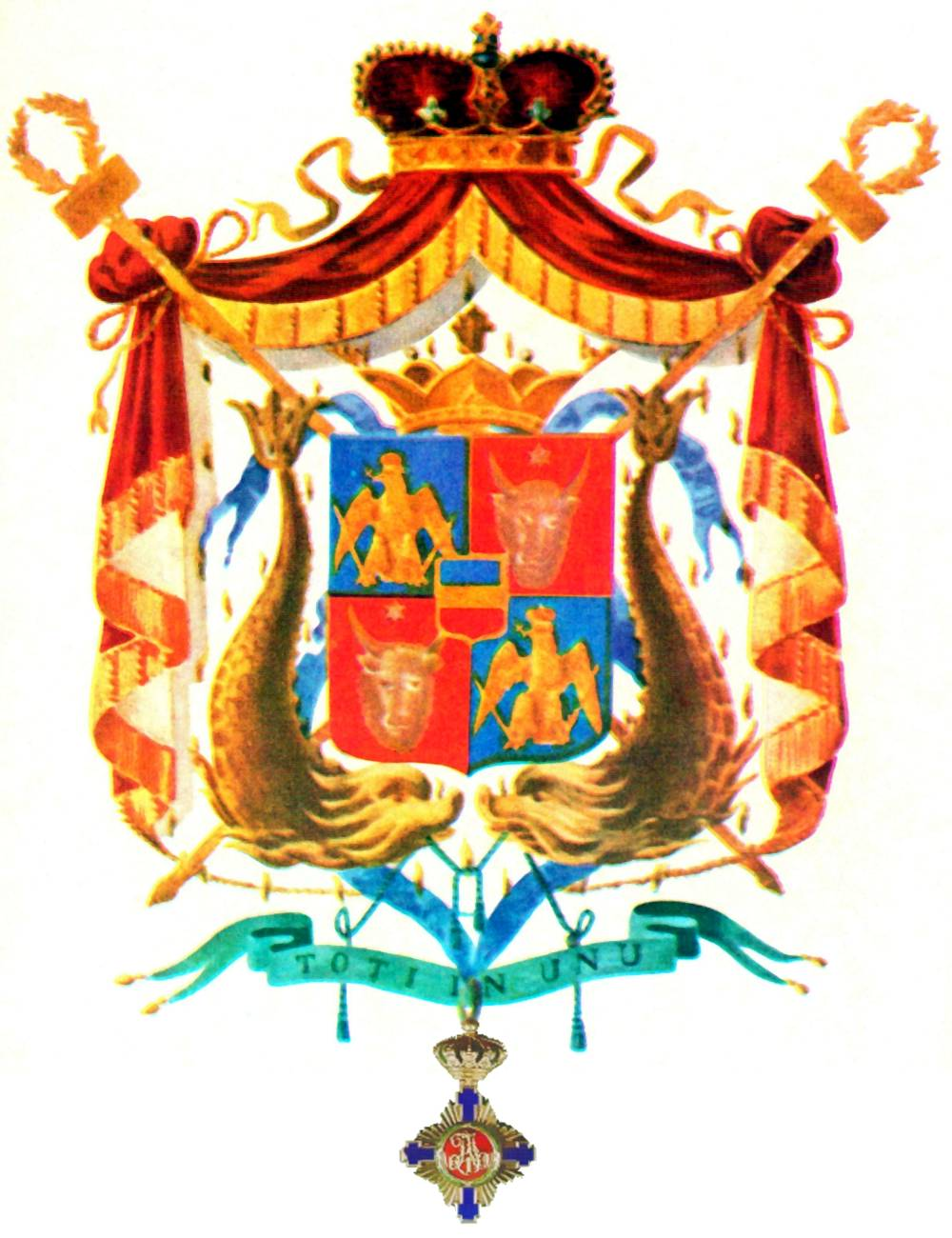
En bleu, la Valachie dans les armoiries d'Alexandre Jean Cuza souverain des Principautés unies de Moldavie et de Valachie (1859) : ce bleu est pris dans le blason de la famille princière des Dănești.
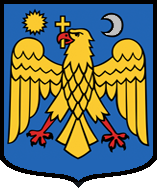
Écu de la Valachie dans les armoiries de la Roumanie moderne.